# Промышленность Новой Аквитании

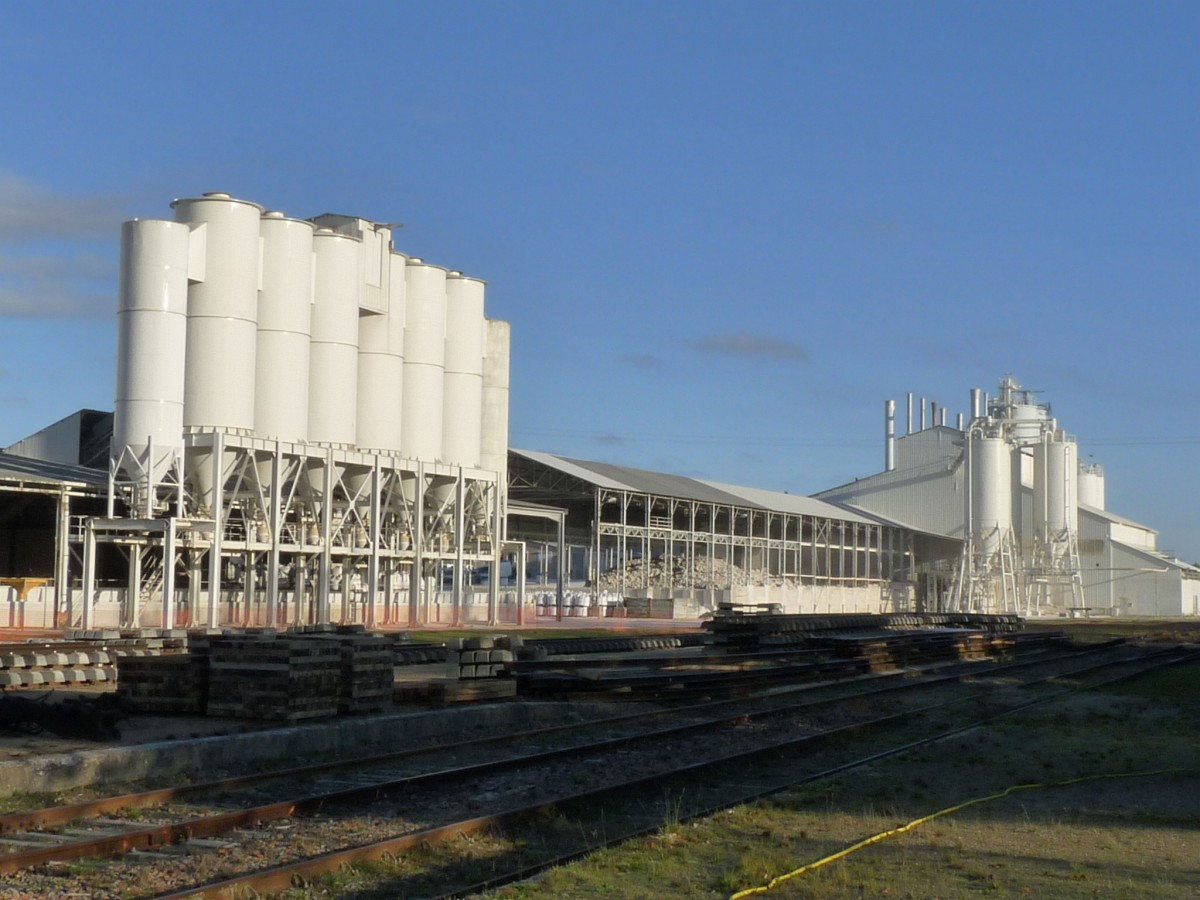
Завод Imerys в Клераке

Регион Новая Аквитания является важным промышленным центром Франции. Здесь производят авиационные комплектующие, алкогольные напитки, молочные и мясные продукты, электронику и электротехнику, автобусы, двигатели, лекарства, ветеринарные препараты, картонную, пластиковую и стеклянную тару, логистическое и холодильное оборудование, сельскохозяйственную технику и металлы.
Агропромышленный комплекс Новой Аквитании занимает первое место среди регионов Франции, лидируя в таких отраслях, как производство вин, коньяков, кормов для животных, говядины, баранины, сыров, фуа-гра, ветчины, морепродуктов, икры и рыбных консервов.
Огромные лесные ресурсы (включая лесной массив Ланды) способствуют развитию деревообработки, бумажной и мебельной промышленности. 

## Географическое распределение

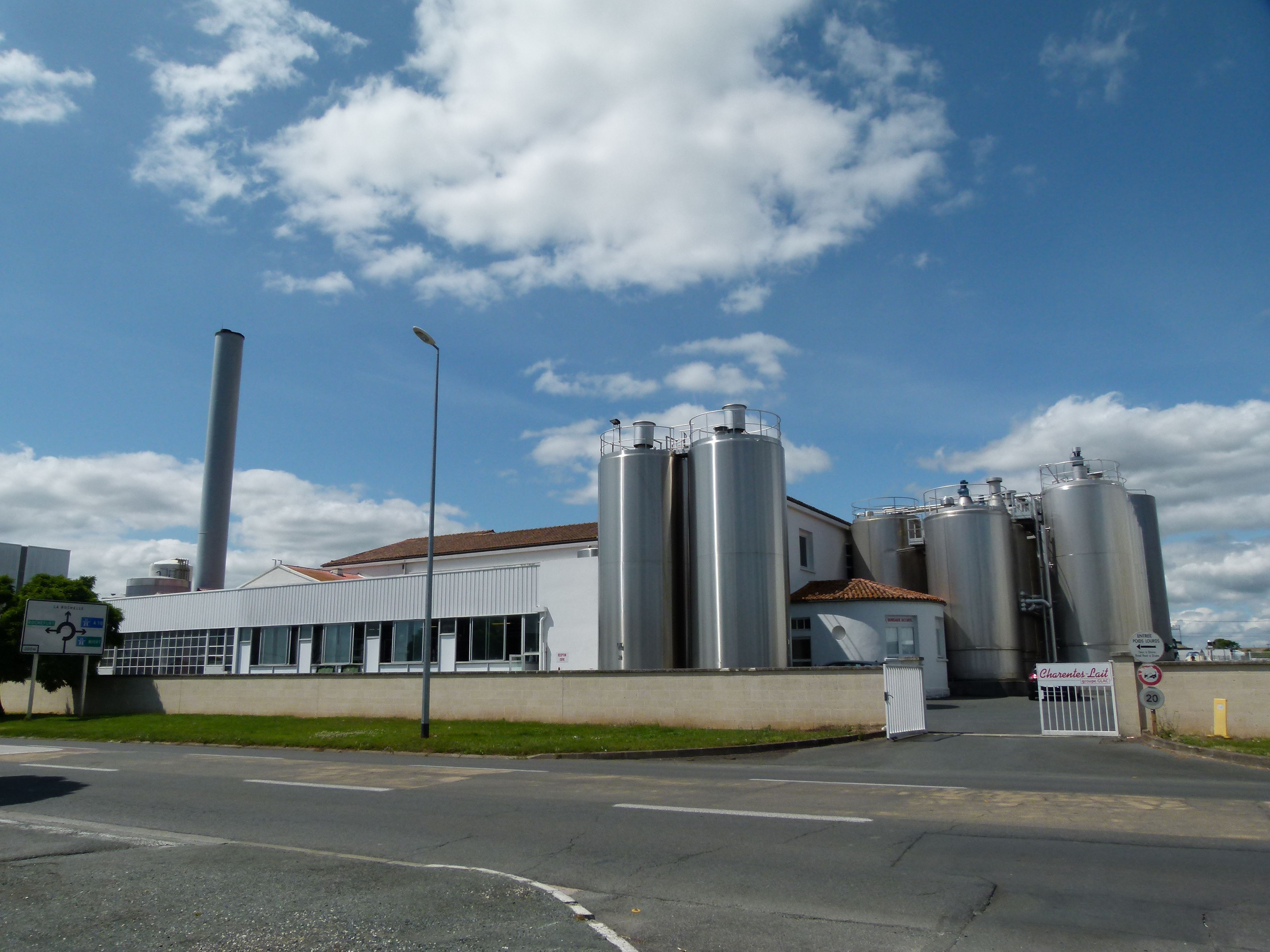
Молочный завод в Сюржере

Крупнейшими промышленными узлами региона являются департаменты Жиронда (включая города Бордо, Мериньяк, Пессак, Таланс, Вильнав-д’Орнон, Сен-Медар-ан-Жаль, Бегль, Ла-Тест-де-Бюш, Либурн, Вер) и Приморская Шаранта (включая города Ла-Рошель, Рошфор и Сюржер).
Также промышленность развита в департаментах Атлантические Пиренеи (включая города По, Байонна, Англет, Андай, Сен-Жан-де-Люз, Бийер, Буко и Борд), Верхняя Вьенна (включая город Лимож), Вьенна (включая город Пуатье) и Шаранта (включая города Ангулем и Коньяк).

### Инновационные кластеры

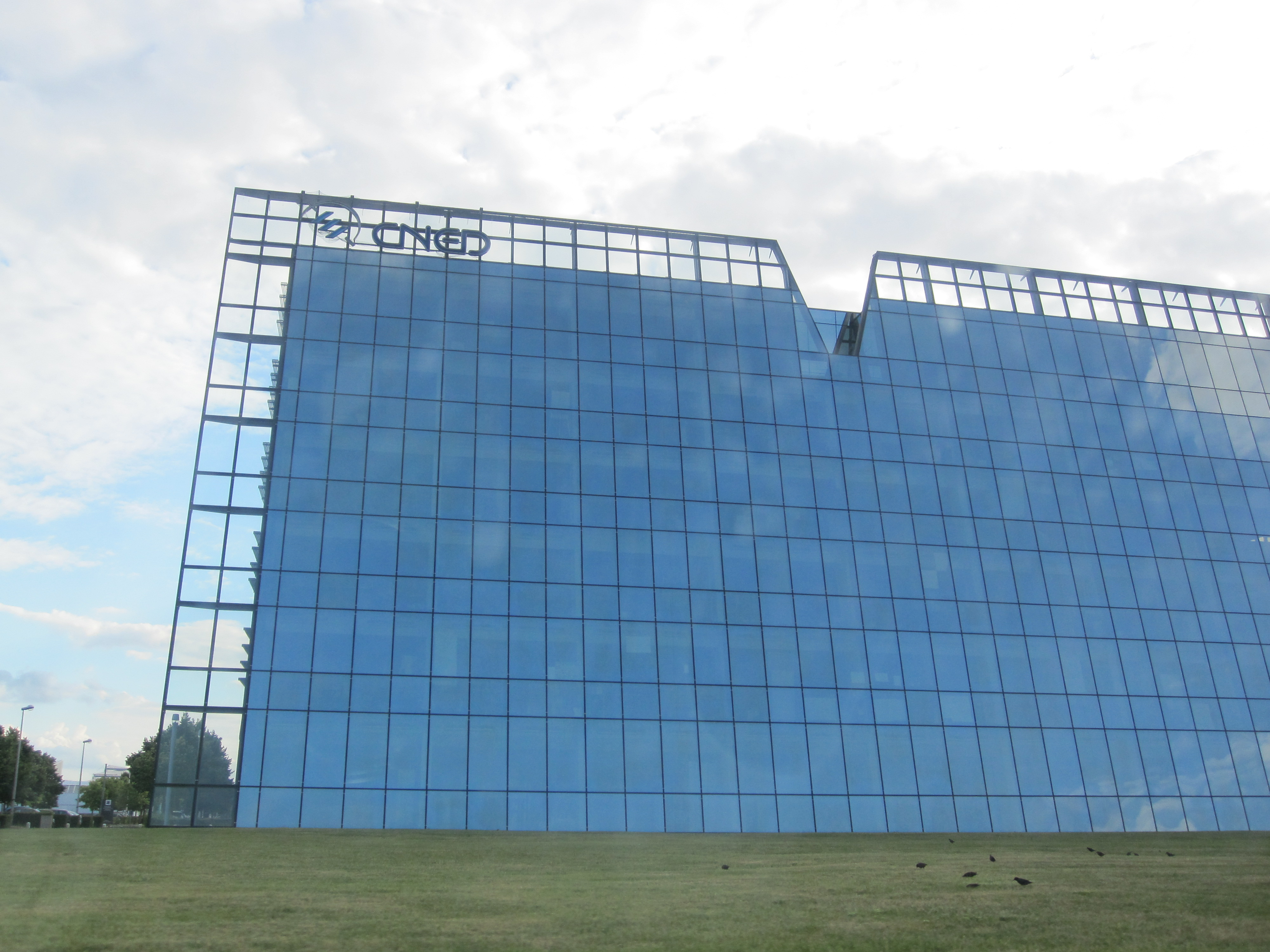
Учебный корпус в Технопарке Футуроскоп

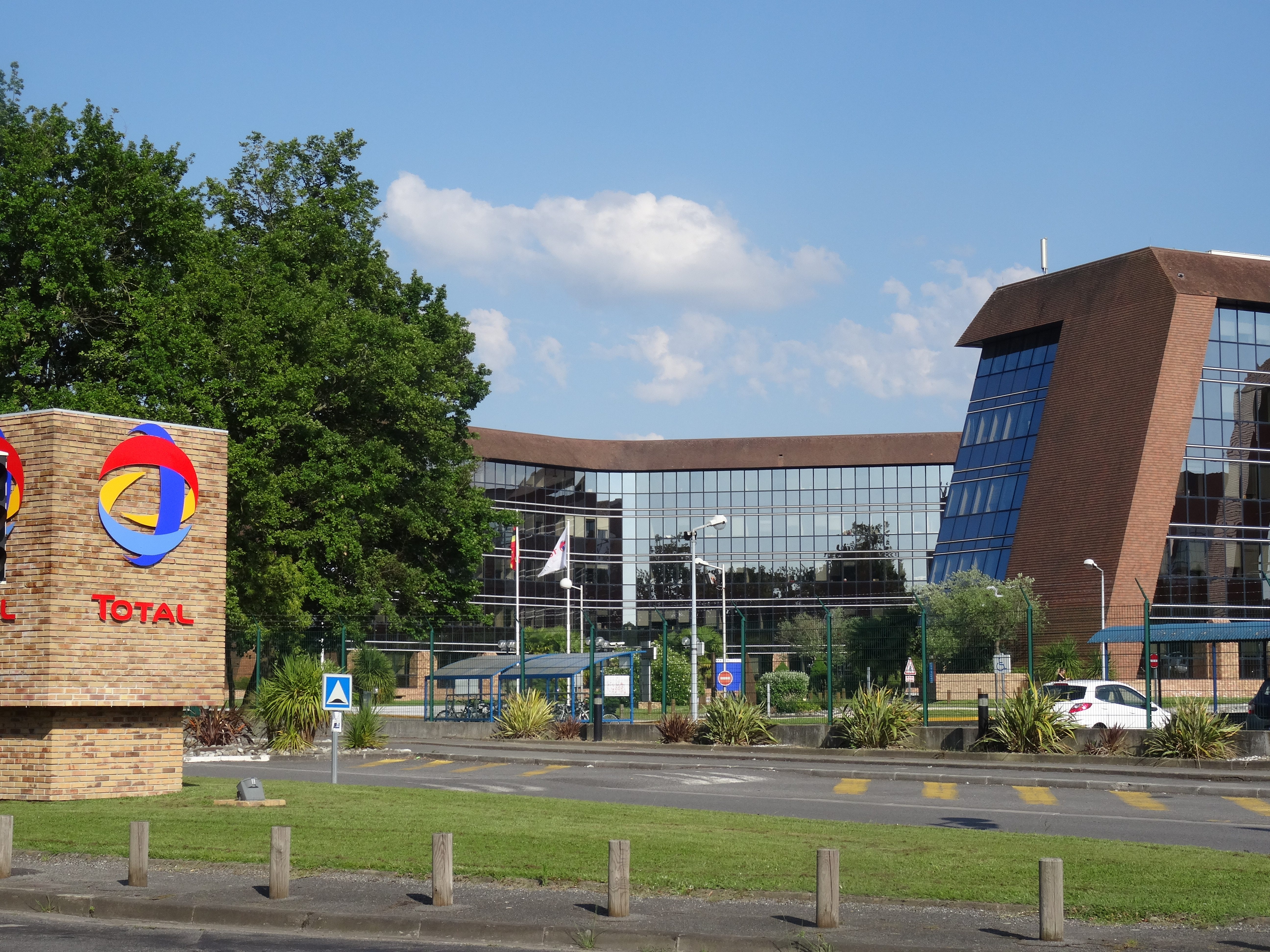
Исследовательский центр TotalEnergies

Власти региона Новая Аквитания активно продвигают инновации, НИОКР и инвестиции в стартапы, стремясь отойти от старых отраслей промышленности в пользу индустрии 4.0. В регионе имеется несколько полюсов конкурентоспособности и технополисов, в которых государственные органы и бизнес стимулируют развитие научных исследований, передовых технологий и современных отраслей промышленности:
- Аэрокосмическая долина[фр.] (Мериньяк — Рошфор) — авиационное, ракетное и космическое оборудование, микроэлектроника
- Технополис Футуроскоп[фр.] (Шассней-дю-Пуату[фр.]) — образование, научные исследования, информационные технологии
- Технополис Эстер[фр.] (Лимож) — инженерные исследования, телекоммуникации, электроника, оптика, керамические материалы и биотехнологии
  - Европейский полюс керамики[фр.] (Лимож) — композитные материалы на основе керамики
- Кластер NAOS[фр.] (Бегль) — программное обеспечение
- Hélioparc[фр.] (По) — инженерные исследования, новые материалы, зелёная энергетика, информационные технологии
- Научно-технический центр Жана Феже[фр.] группы TotalEnergies (По) — исследования в сфере нефтехимии, облачных вычислений и робототехники
- Аквитанский центр научных и технических исследований[фр.] (Ле-Бар[фр.] и Соньяк-э-Мюре[фр.]) — ядерные и лазерные оборонные исследования

## Крупнейшие компании
Крупнейшими компаниями региона по обороту являются:
- Airbus Atlantic (4,64 млрд долл.)
- Hennessy (1,85 млрд долл.)
- Thales AVS France (1,75 млрд долл.)
- Safran Helicopter Engines (1,51 млрд долл.)
- Legrand (1,17 млрд долл.)

## Аэрокосмическая промышленность

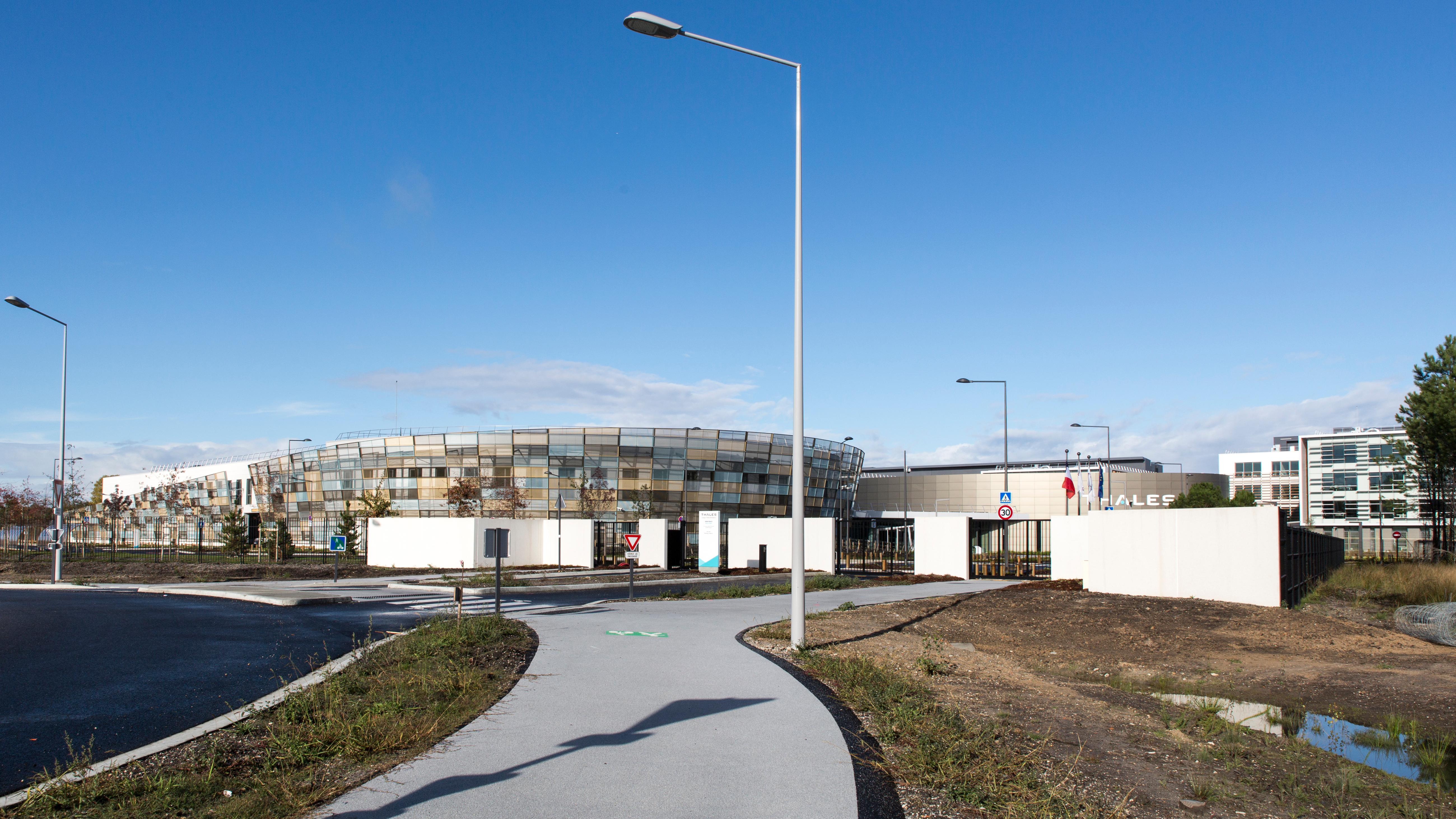
Завод Thales в Мериньяке

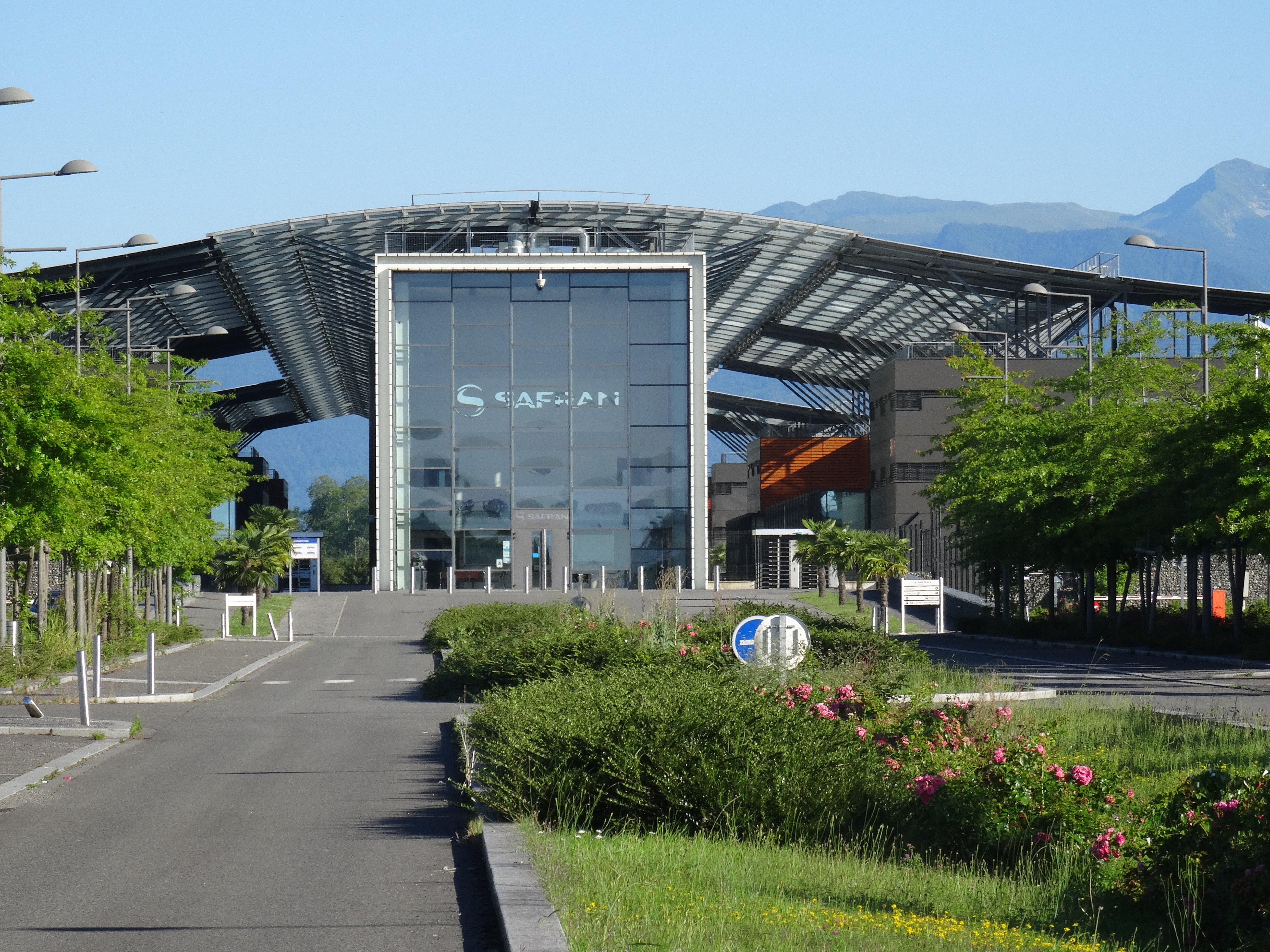
Завод Safran в Борде

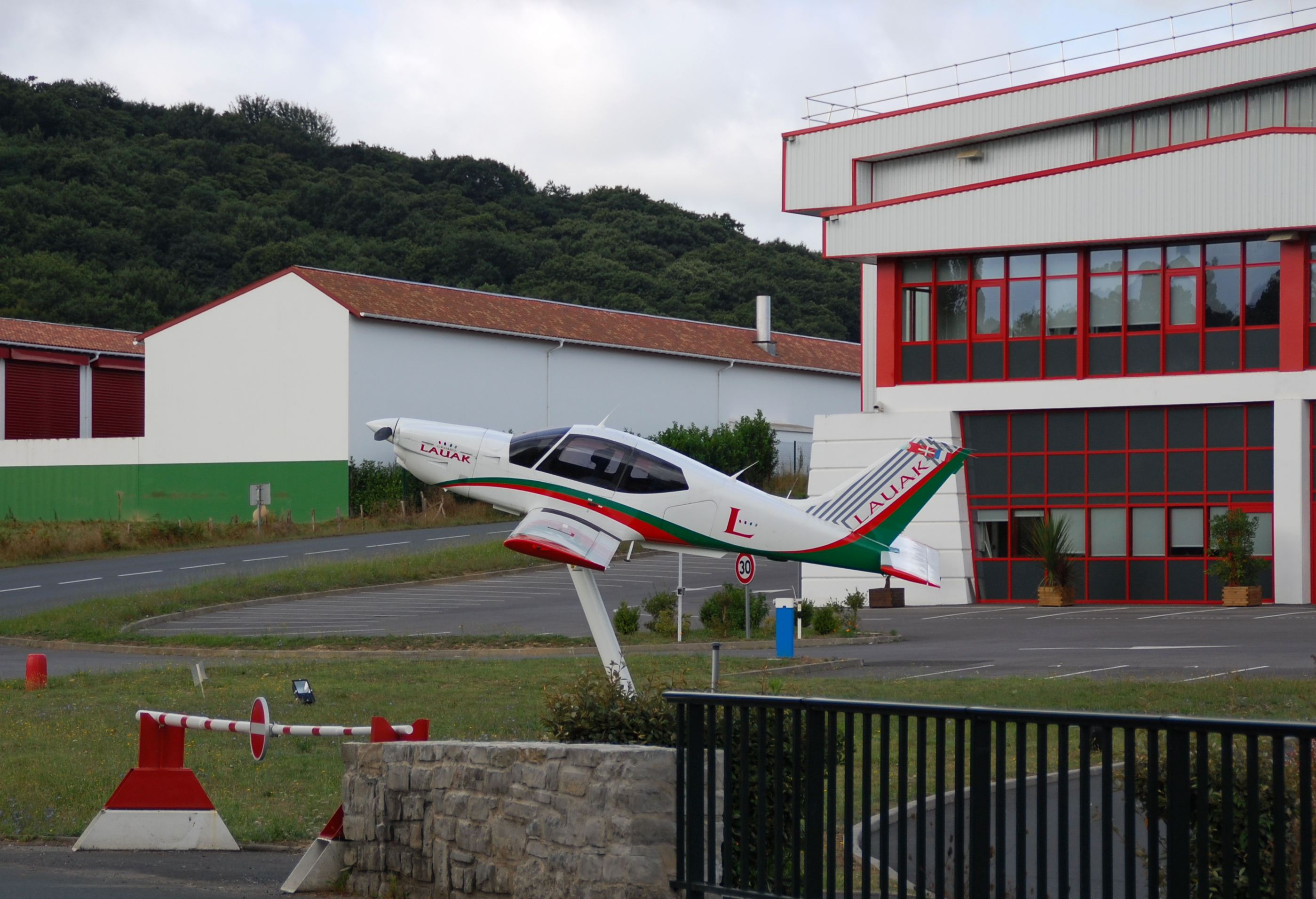
Завод Groupe Lauak в Айере

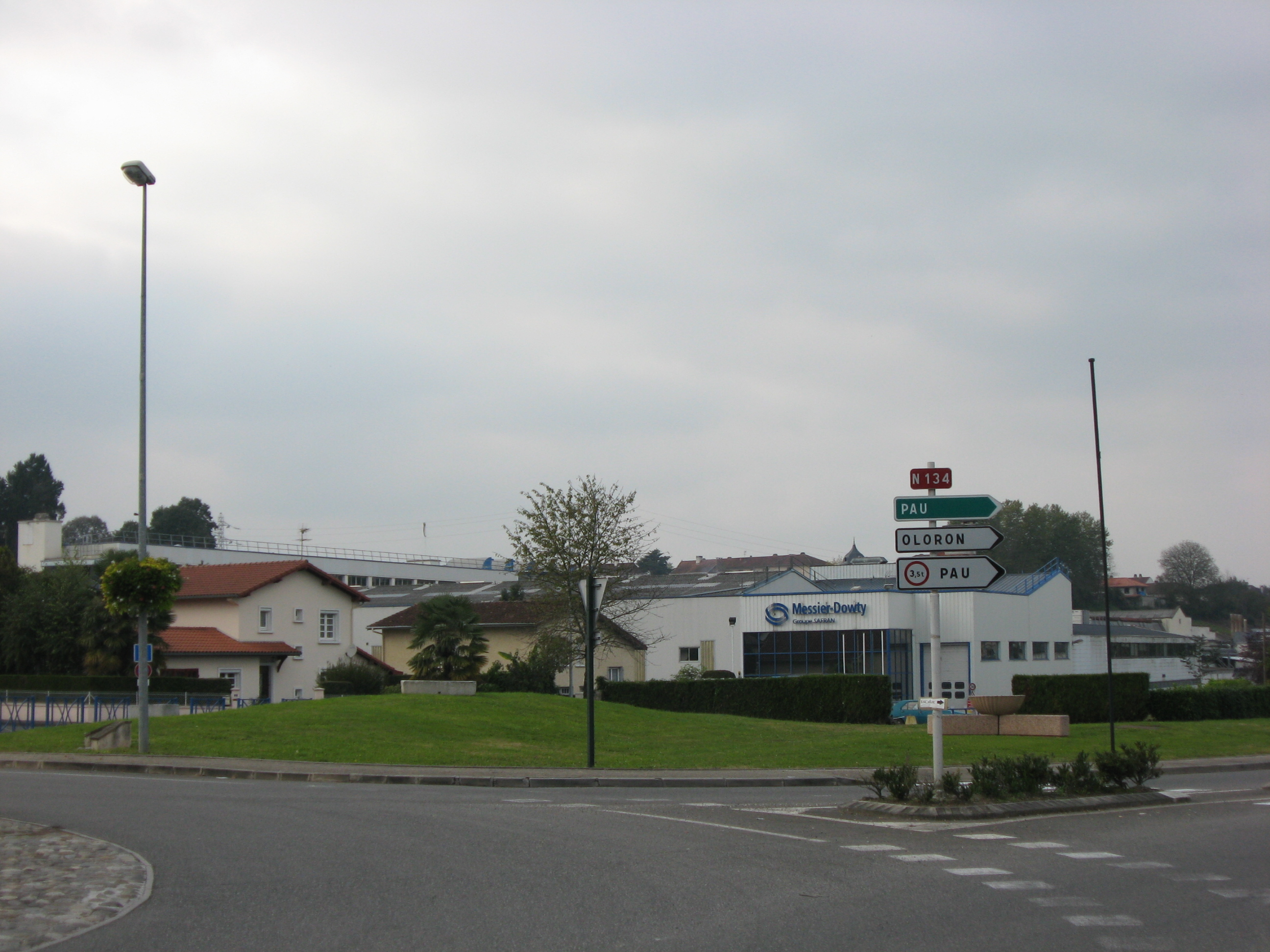
Завод Safran в Бидосе

Новая Аквитания является крупным центром аэрокосмической промышленности, в регионе производят комплектующие к самолётам, вертолётам и ракетам, включая двигатели. В пятёрку крупнейших компаний Новой Аквитании входят три гиганта отрасли — Airbus, Thales и Safran.
Компания Airbus Atlantic (штаб-квартира в Рошфоре, заводы в Рошфоре, Мериньяке и Салоне) входит в состав Airbus Group и производит различные авиационные комплектующие, включая кресла пассажиров и пилотов, детали интерьера салона, секции фюзеляжа, крылья, кабины, шасси, грузовые люки, трубки и шланги. Компания Thales AVS France (штаб-квартира в Мериньяке) и другие компании, входящие в группу Thales, на заводах в Мериньяке, Пессаке, Ле-Айяне и Шательро производят узлы и комплектующие, включая кабины, навигационное оборудование, радары, компьютеры, беспилотные летательные аппараты, тренажёры и симуляторы.
Компания Safran Helicopter Engines (штаб-квартира в Борде, заводы в Борде и Тарносе) входит в состав группы Safran и производит двигатели к вертолётам, а также силовые установки к самолётам, ракетам, танкам и локомотивам. Компания Safran Aircraft Engines на заводе в Шательро обслуживает и ремонтирует авиадвигатели к военным самолётам. Компания Safran Landing Systems на заводе в Бидосе производит авиационные шасси, а на заводе в Нексоне — системы фильтрации. Компания Dassault Aviation на заводе в Мериньяке собирает и испытывает свои военные и гражданские самолёты; на заводе в Англете производит композитные элементы и собирает части фюзеляжей; на заводе в Мартиньяс-сюр-Жаль собирает крылья самолётов; на заводе в Пуатье производит авиационное стекло.
Компания ArianeGroup производит на заводе в Сен-Медар-ан-Жаль ракетное топливо, газовые генераторы, топливные баки, тепловую защиту и электрокабели, а на заводе в Ле-Айяне — ракетные двигатели. Компания Safran Ceramics (штаб-квартира в Ле-Айяне) производит композитные материалы с керамической матрицей для аэрокосмической промышленности. Военное управление DGA Essais de Missiles, подчиняющееся Генеральной дирекции по вооружению, проводит ракетные испытания в Бискарросе и Сен-Медар-ан-Жаль.
Компания Groupe Lauak (штаб-квартира в Аспаррене, заводы в Аспаррене, Айере и Л’Иль-Журдене) производит авиационные комплектующие, в том числе металлические листы и панели, детали и узлы двигателей, топливные трубки и шланги. Компания Creuzet Aeronautique (Марманд), входящая в состав группы Lisi, производит авиационные комплектующие, в том числе кованные детали.
Компания Roxel на заводе в Сен-Медар-ан-Жаль производит двигатели для тактических и крылатых ракет, а также для реактивных снарядов. В Флуараке расположен завод по ремонту авиадвигателей AIA de Bordeaux, входящий в состав Воздушно-космических сил Франции. Военное управление DGA Essais en Vol, подчиняющееся Генеральной дирекции по вооружению, проводит лётные испытания авиатехники на базе Казо в Ла-Тест-де-Бюш; на этой же базе тестируют бортовое вооружение, а также средства химической и радиологической защиты.

## Пищевая промышленность

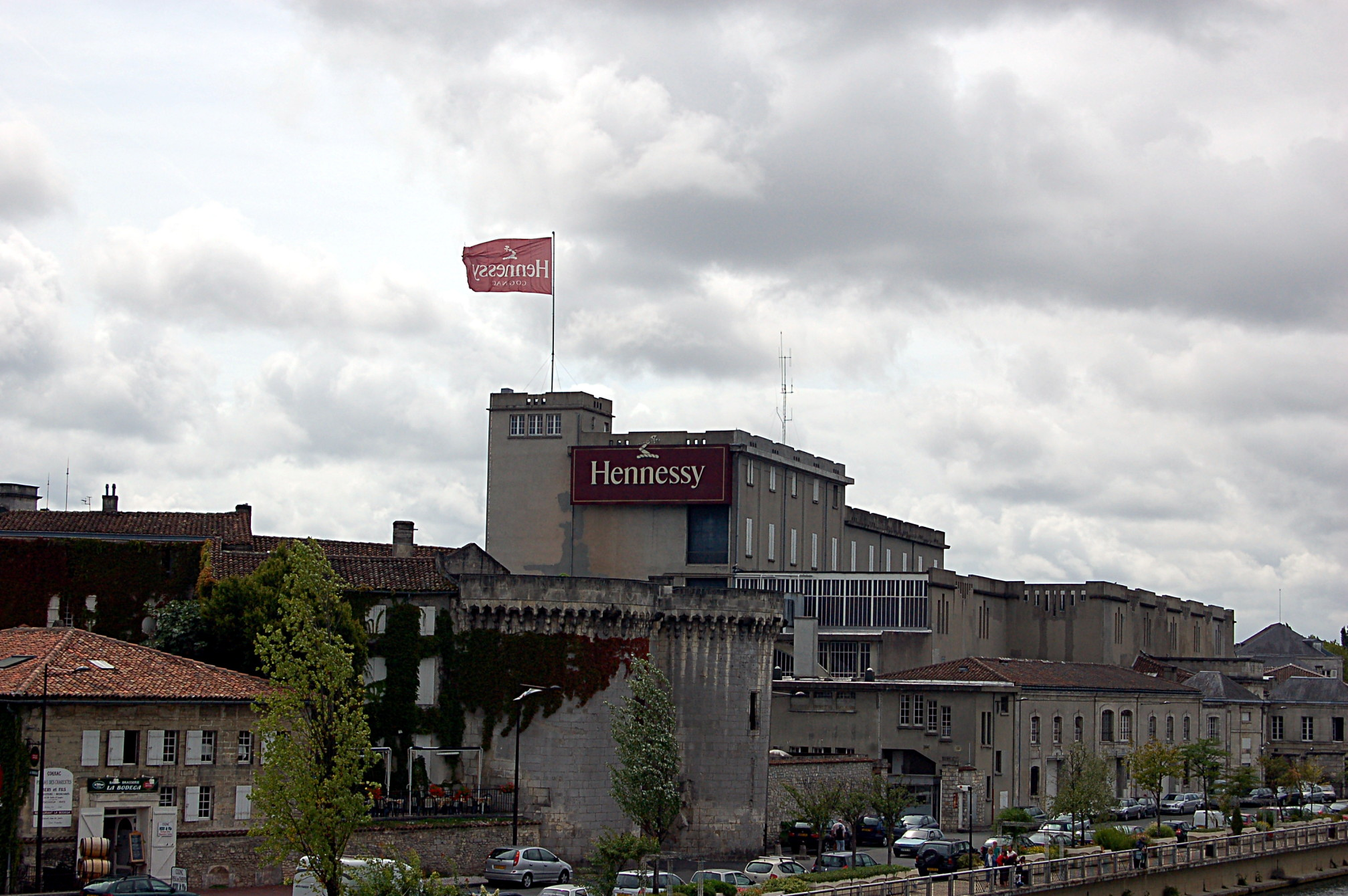
Завод Hennessy в Коньяке

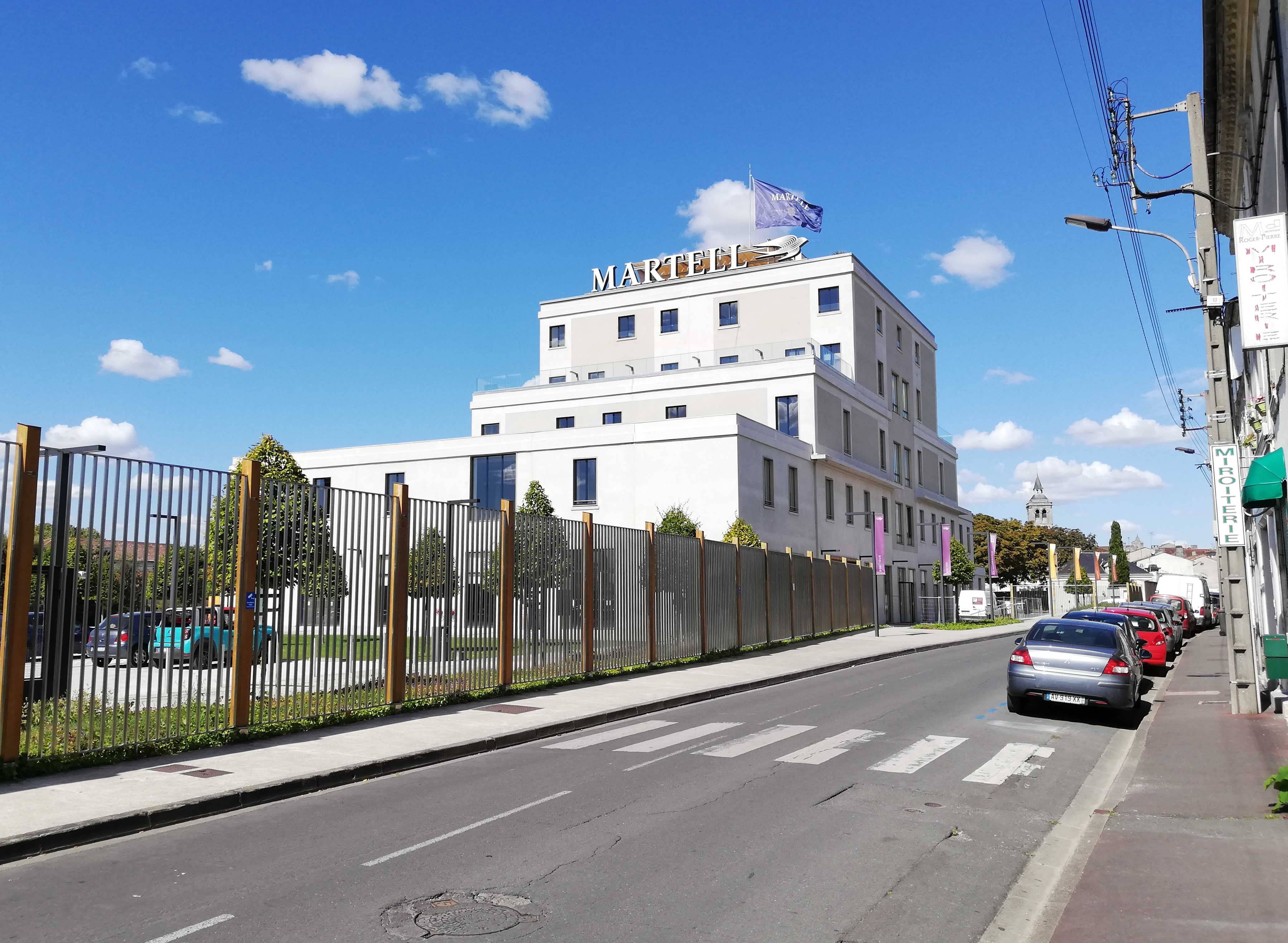
Завод Martell в Коньяке

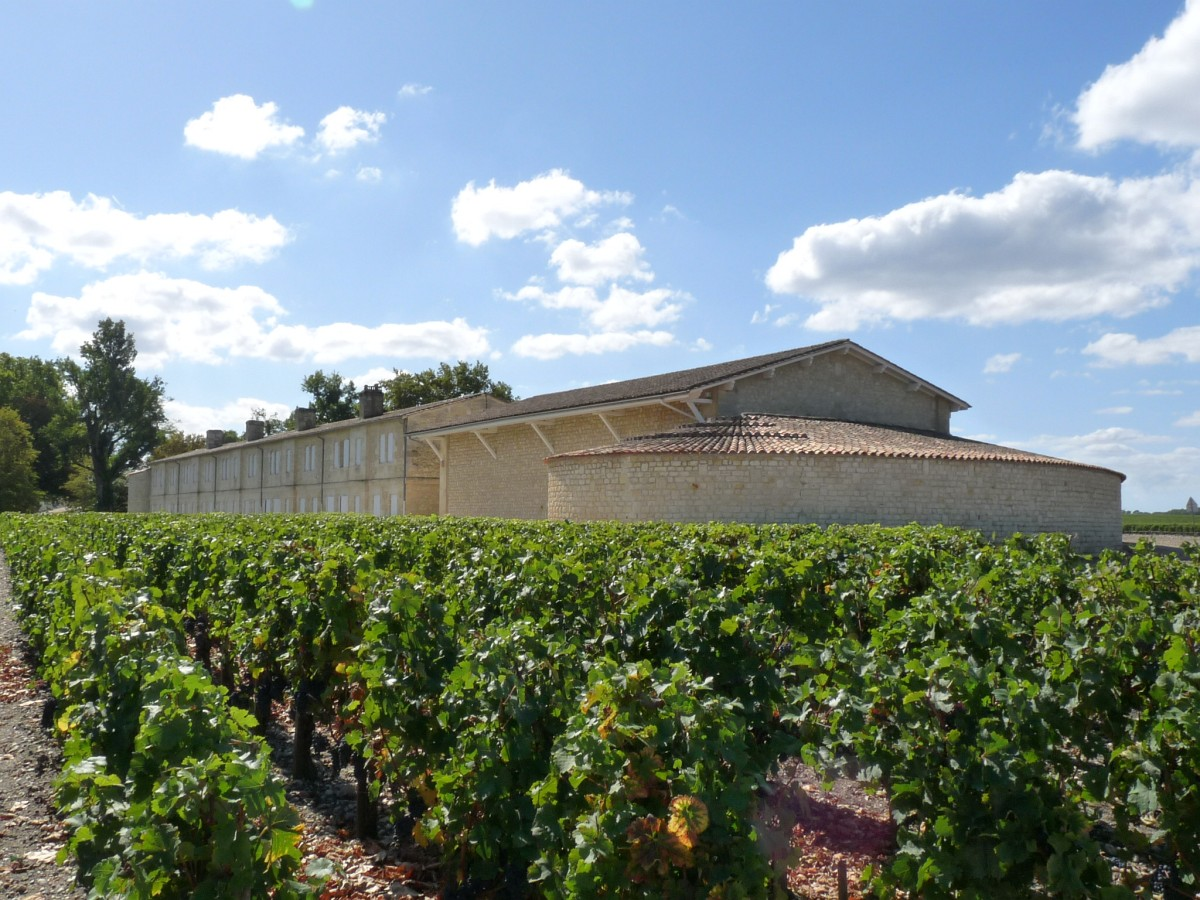
Шато Мутон-Ротшильд

Новая Аквитания имеет развитый агропромышленный комплекс, основной продукцией которого являются алкогольные напитки (включая вино, коньяк и ром), мясные изделия (в том числе колбасы, сосиски, паштеты и ветчина), молочные изделия (в том числе сыры, сливки, масло, йогурты, мороженое и детское питание), хлебобулочные и макаронные изделия, приправы (в том числе уксус), корма для животных.

### Производство алкогольных напитков
Крупнейшими производителями алкогольных напитков региона являются:
- Jas Hennessy & Co. (штаб-квартира в Коньяке, входит в состав группы LVMH) — коньяк[8]
- Martell & Co. (штаб-квартира в Коньяке, входит в состав группы Pernod Ricard) — коньяк[9]
- E. Rémy Martin & Co. (штаб-квартира в Коньяке, входит в состав группы Rémy Cointreau) — коньяк[10]
- Bardinet[фр.] (штаб-квартира в Бланкфоре[фр.], входит в состав группы La Martiniquaise[фр.]) — ром, ликёр, вино, виски и водка[11]
- Baron Philippe de Rothschild (штаб-квартира в Пойяке[фр.]) — вино[12]
- Les Vignerons de Tutiac (штаб-квартира в Валь-де-Ливенне[фр.]) — вино
- Freixenet Gratien (штаб-квартира в Бордо, входит в состав группы Freixenet) — вино[13]
- Courvoisier (штаб-квартира в Жарнаке, входит в состав Gruppo Campari) — коньяк[14]

### Другие производители

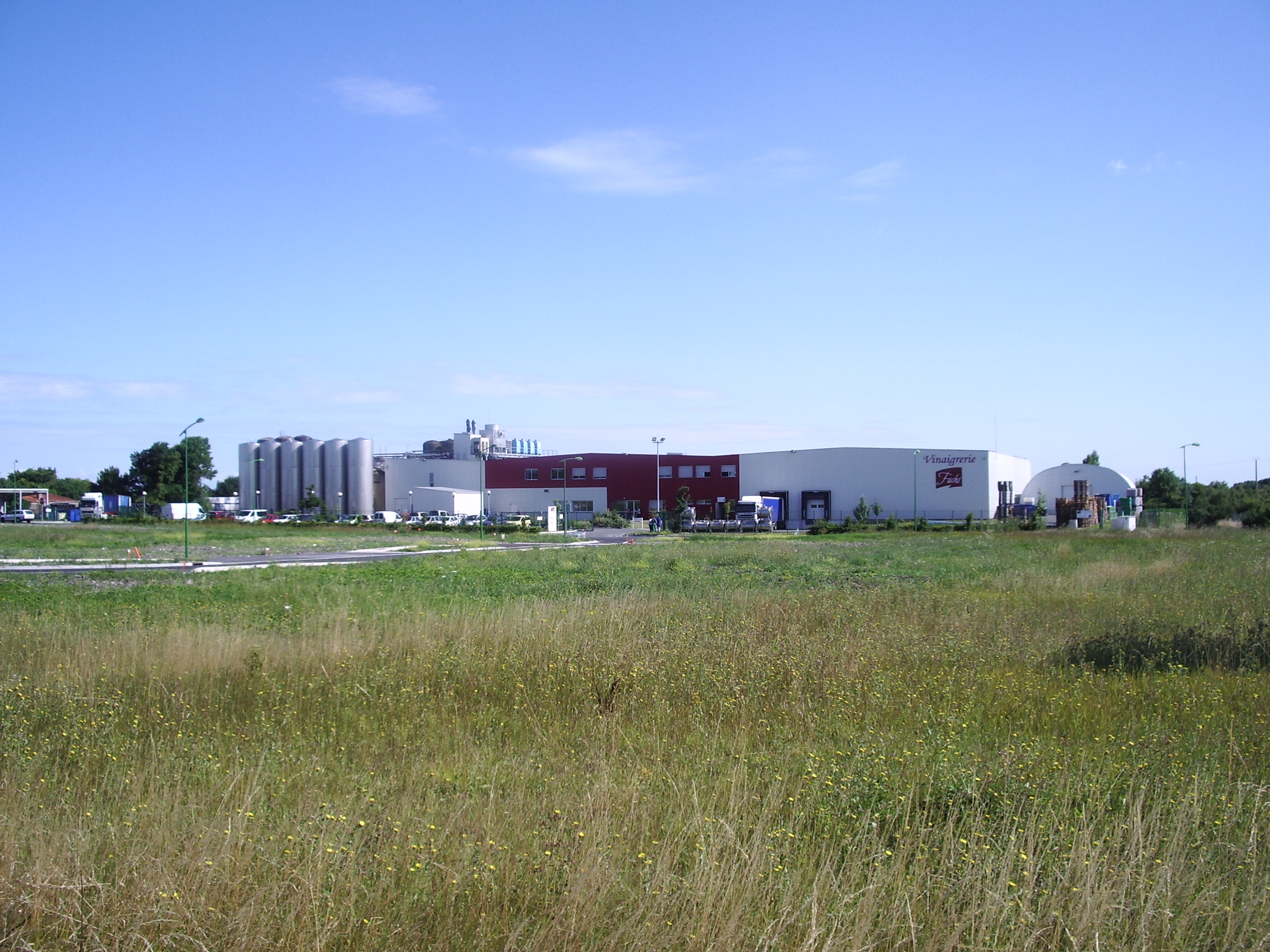
Уксусный завод в Ла-Трамбладе

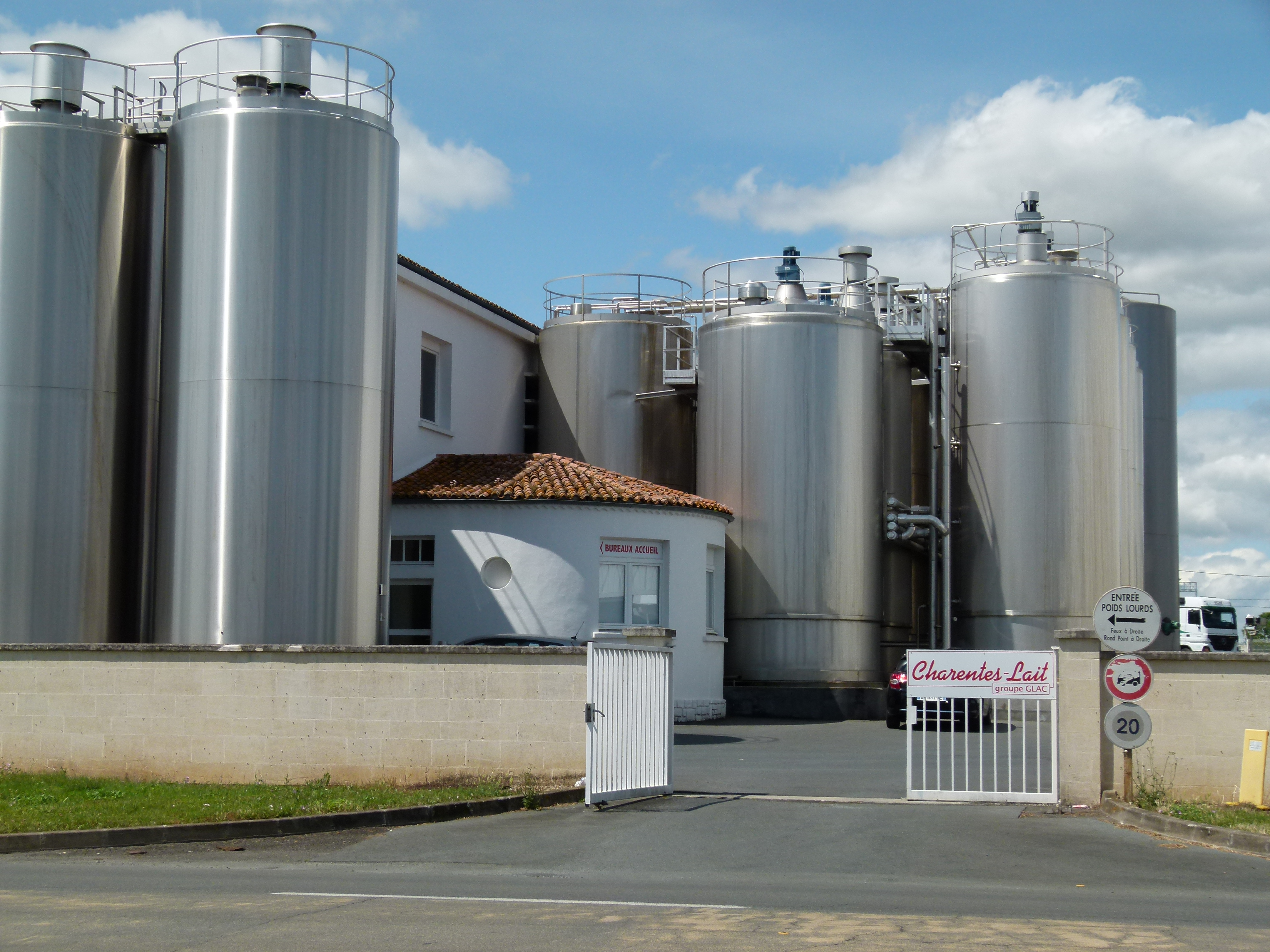
Молочный завод Terra Lacta в Сюржере

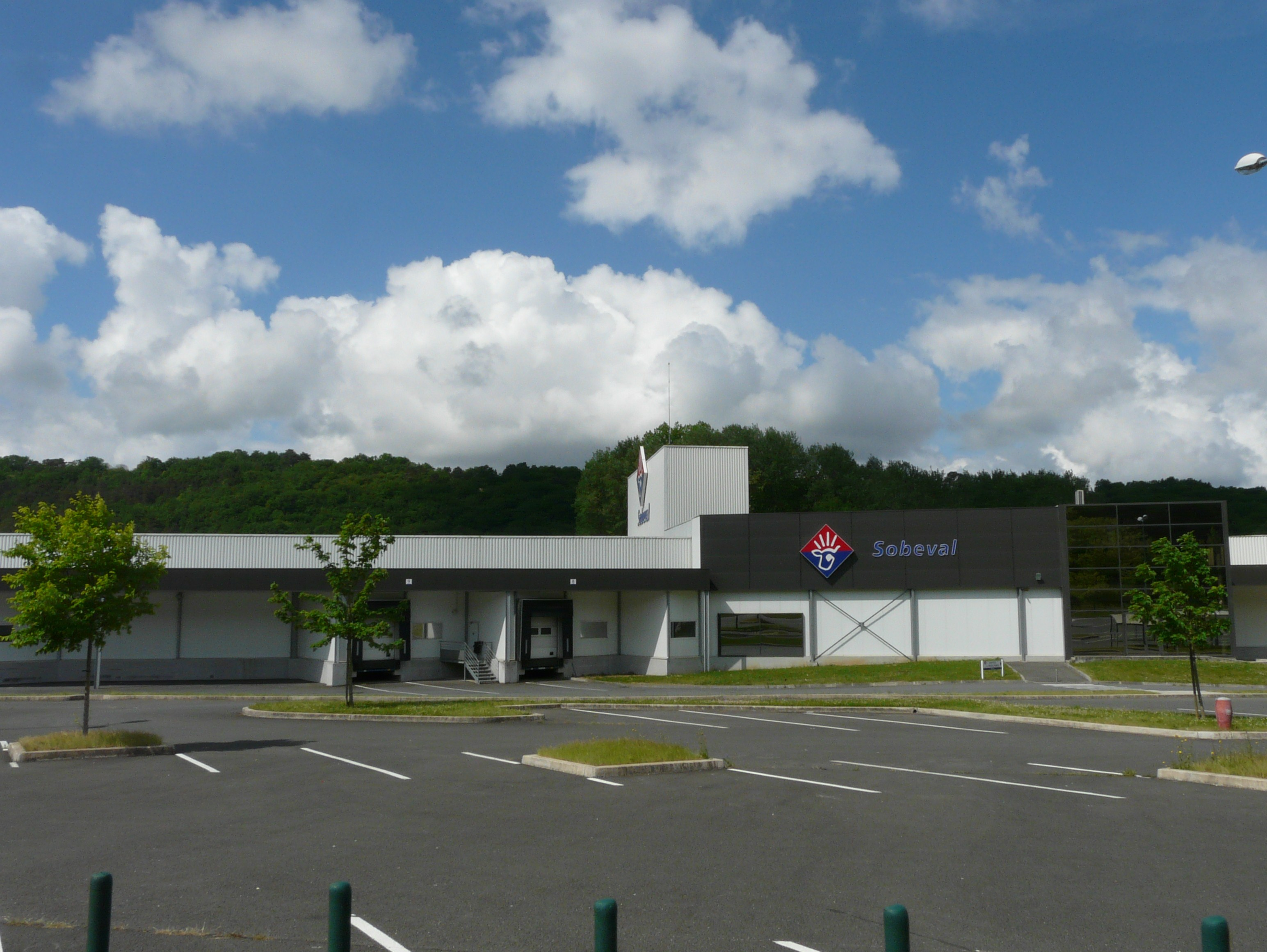
Мясная фабрика Sobeval в Булазак-Иль-Мануаре

Агропромышленная группа Euralis (штаб-квартира в Лескаре) и её дочерние компании Euralis Gastronomie (Лескар), Fipso Industrie (Лаонтан) и Sanders Euralis (Лонс) производят мясо птицы, фуа-гра, свинину, колбасы, овощи, комбикорма и семена. Компания Terra Lacta (Сюржер) производит сухое молоко, сыворотку, сливки, сыр и масло. Компания Froneri на фабриках в Вере и Данже-Сен-Ромене производит мороженое и замороженные десерты. Компания Deuerer Pet Care France (Вильнёв-сюр-Ло) производит корма для домашних животных.
Агропромышленная группа Maïsadour (штаб-квартира в О-Моко) и её дочерние компании Sud-Ouest Aliment (О-Моко), Delpeyrat (Мон-де-Марсан) и Soleal (Бордер-э-Ламансан) производят корма для животных, зерно, семена, мясо птицы, фуа-гра, ветчину, копчёного лосося и форель, икру, фруктовые соки, консервированные овощи и фрукты. В Марсак-сюр-л’Иль базируется производитель сыров Fromarsac, входящий в состав группы Savencia. Компания Societe Nouvelle Norea (Молеон) производит корма для животных.
Компания Maitre Prunille (Кассней) является крупнейшим в стране производителем сухофруктов, в том числе чернослива. Компания Sobeval (Булазак-Иль-Мануар) производит охлаждённое и консервированное мясо. Компания Marie Surgelé (Мирбо), входящая в состав группы LDC, производит замороженные готовые блюда под маркой Marie. Компания Groupe COC (Шассней-дю-Пуату) производит жиры и растительные масла. Компания Bellavol (Нюэй-лез-Обье), входящая в группу LDC, производит комбикорма.
Groupe Lea Nature (Периньи) и её дочерняя компания Naturenvie производят органические продукты, в том числе детское и диетическое питание, кондитерские изделия и продукты фитотерапии, а также витамины и пробиотики. Компания Bonilait Proteines (Шассней-дю-Пуату), входящая в группу Sodiaal, производит сухое молоко и сыворотку, а также другие пищевые добавки для животных.

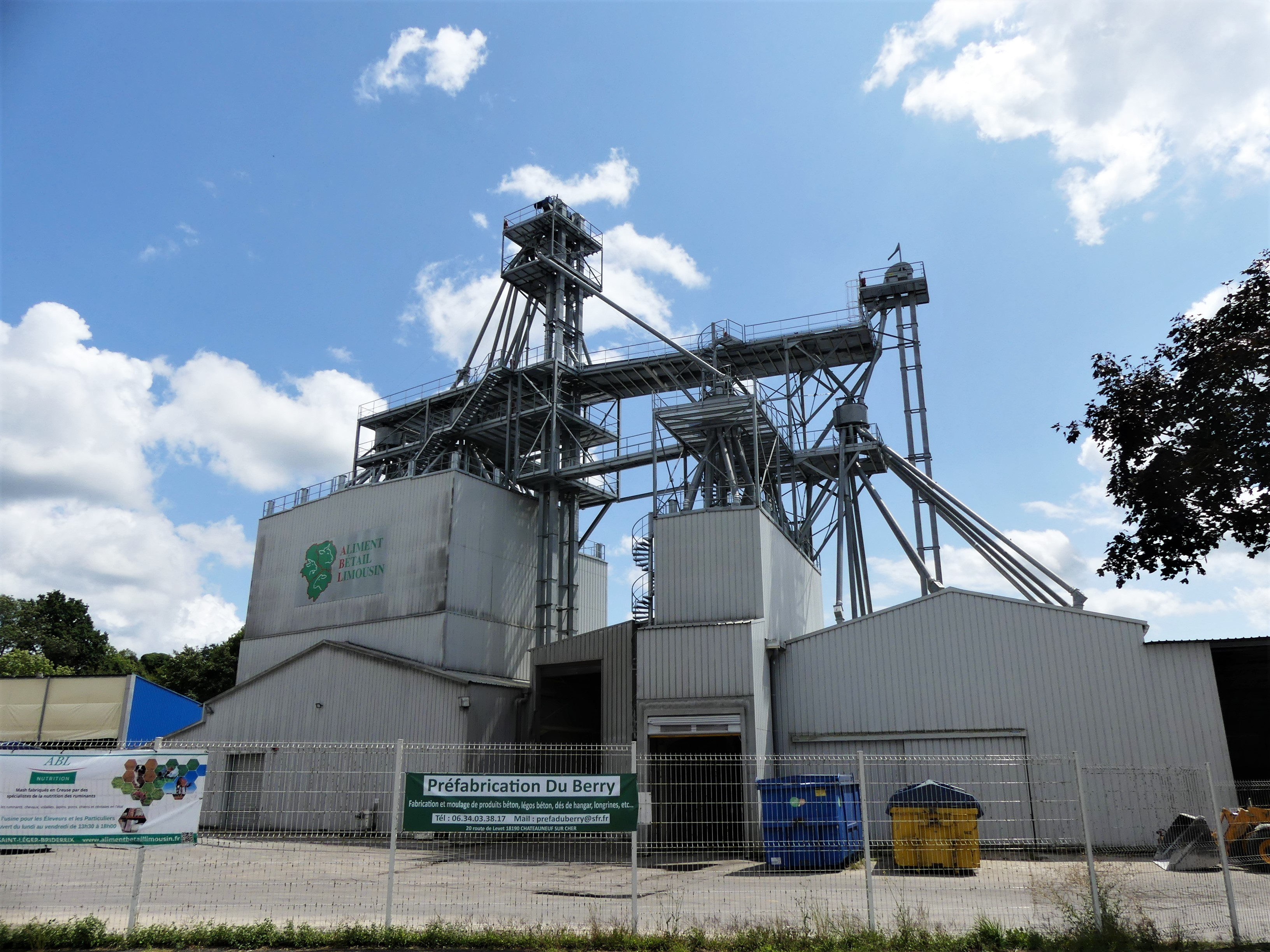
Фабрика комбикормов ABL в Сен-Леже-Бридере

Компания Loeul et Piriot (Туар), входящая в состав группы Maïsadour, является крупнейшим в стране производителем крольчатины. Компания Aqualande (Рокфор) производит копчёную форель и форелевую икру. Компании Serval (Сент-Эанн) и Alicoop (Пампру) производят комбикорма и пищевые добавки. Компания Candia на заводе в Лонсе производит ароматизированное молоко.
Агропромышленная группа Lur Berri (штаб-квартира в Аисиритс-Каму-Сюаст) и её дочерние компании Labeyrie Fine Foods (Сен-Жур-де-Маремн), Lurali et Pédefer, SAS LB, Cornélis, Saga Bouet, Ax’el и Arcadie Viandes производят корма для животных, семена, фуа-гра, утиное мясо, икру, охлаждённую говядину, свинину, баранину и курятину, колбасу, копчёную рыбу, креветки, суши, блины и оливки. Компания Société Fromagère de Riblaire (Сен-Варан) производит сыры. Компания Liot (Племартен) производит молочные продукты и мясо птицы.
Компания LDC Aquitaine (Базас) производит мясо птицы и мясные субпродукты. Компания Rousselot (Ангулем) производит пищевой желатин и коллагеновые пептиды. Компания Famille Michaud Apiculteurs (Ган) является крупнейшим в стране производителем расфасованного мёда. Компания Vitagermine (Сестас) производит фруктовые и овощные соки, пюре, детские каши и молочные продукты. Швейцарская компания Lindt & Sprüngli на фабрике в Олорон-Сент-Мари производит шоколадные изделия, в том числе конфеты и плитки.

## Электронная и электротехническая промышленность

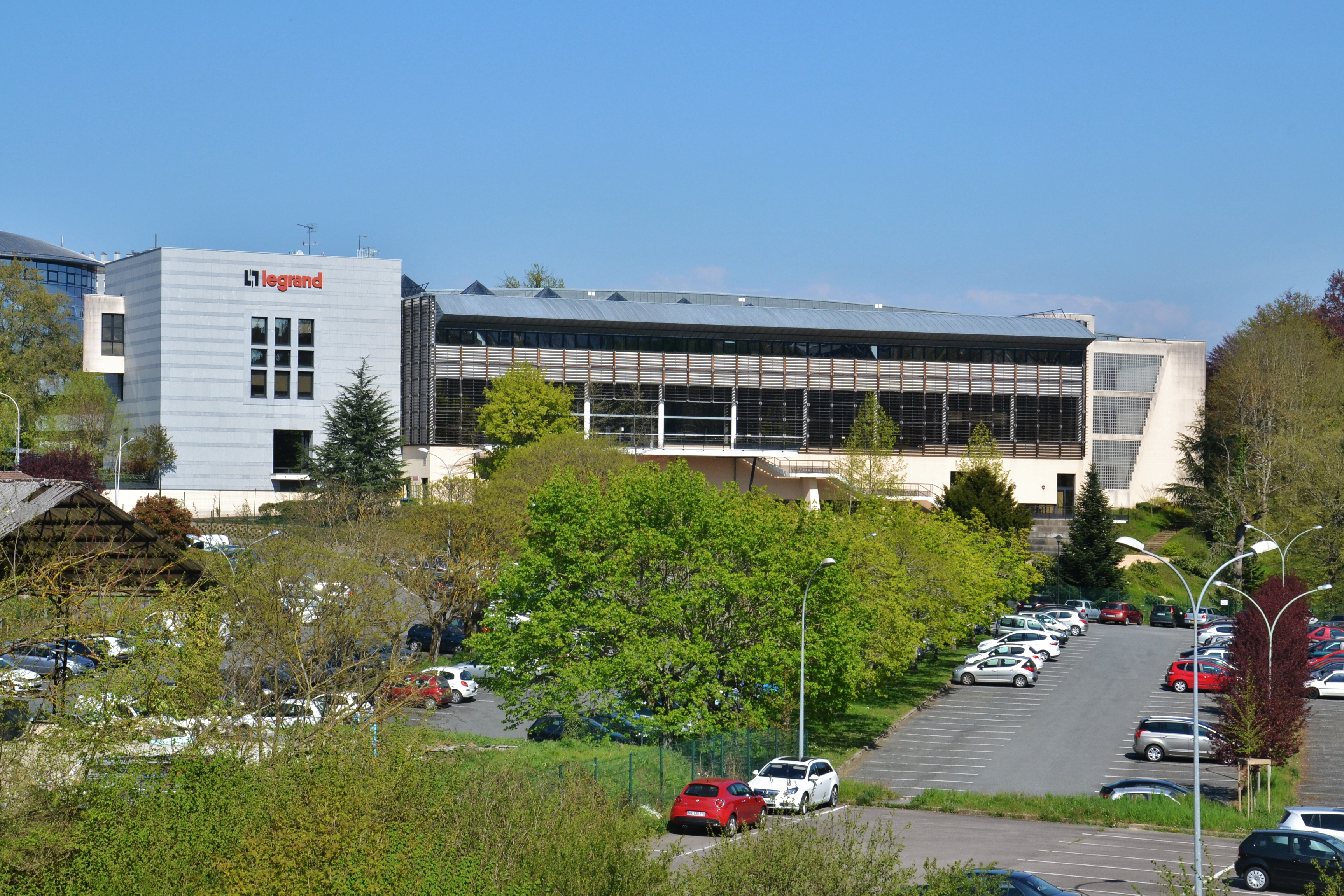
Штаб-квартира Legrand в Лиможе

Компания Legrand (штаб-квартира в Лиможе, заводы в Лиможе, Шалю, Шабане, Конфолане, По, Лагоре) производит различное электрооборудование, в том числе электропроводку, автоматические выключатели, розетки, предохранители, разъёмы, шины, счётчики электроэнергии, электрощиты, терморегуляторы, блоки питания, осветительные приборы, трансформаторы, инверторы, сетевые фильтры, противопожарные и охранные сигнализации, домофоны, видеокамеры, датчики газа и дыма, зарядные станции для электромобилей.
Компания Exosens (штаб-квартира в Брив-ла-Гайарде) производит оптические и измерительные приборы, в том числе фотодетекторы, инфракрасные камеры, микроволновые усилители и газовые датчики. Компания BMS Circuits (Мугер), входящая в состав группы All Circuits, производит электронные платы и телекоммуникационное оборудование, включая детали к мобильным телефонам.
Компания Societe Francaise de Construction Mecanique et Electrique (Либурн) производит электротехническое оборудование.

## Фармацевтическая и биотехнологическая промышленность
Агломерация Бордо является третьим по величине центром фармацевтической промышленности Франции. Компания Ceva Santé Animale (штаб-квартира в Либурне) производит ветеринарные препараты для скота и домашних животных. Компания Sanofi имеет фармацевтическую фабрику в Амбарез-э-Лаграв, компания Viatris — в Мериньяке, компания Merck & Co — в Мартийаке, компания UPSA — в Ажене и Ле-Пассаже. Компания De Sangosse (Пон-дю-Касс) производит биологические средства защиты растений, удобрения и стимуляторы.

## Производство промышленного оборудования

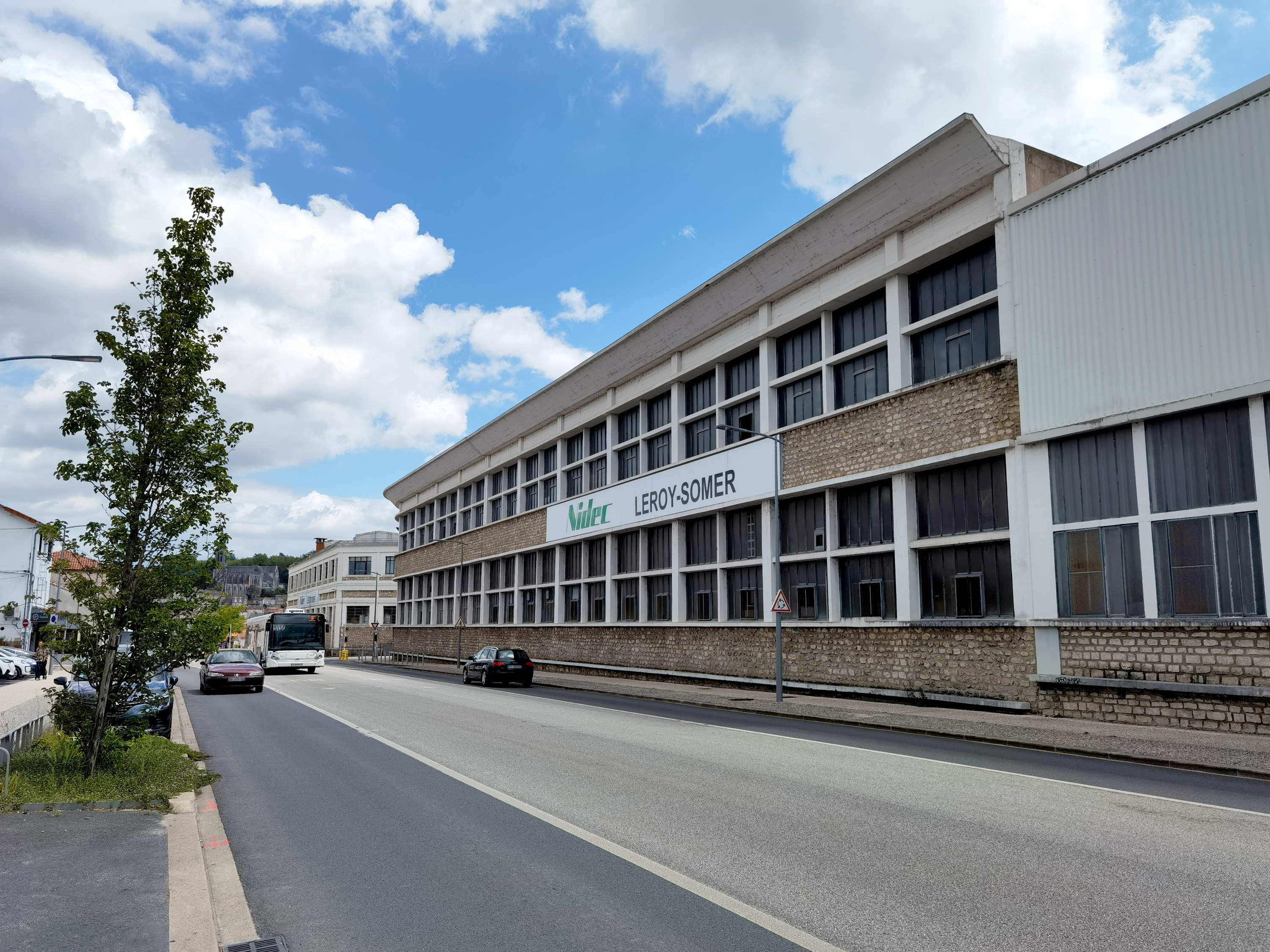
Моторный завод Leroy-Somer в Ангулеме

Компания Leroy-Somer (штаб-квартира в Ангулеме) входит в состав японской группы Nidec и производит промышленные генераторы, трансформаторы, электромоторы и электроприводы. Компания Fenwick-Linde на заводе в Сенон-сюр-Вьенне производит логистическое оборудование, включая тележки для поддонов и штабелёры. Компания EPTA France (Андай), входящая в состав итальянской группы EPTA, производит холодильные витрины, испарители, конденсаторы и другое холодильное оборудование для магазинов.
Компания TLD Group (Сен-Лен), входящая в состав группы Alvest, производит оборудование для обслуживания аэропортов, в том числе тягачи, багажные прицепы, пассажирские трапы, транспортёры для доставки питания и воды, погрузчики, подъёмные платформы и кондиционеры.
Компания Pierre Guerin (Мозе-сюр-ле-Миньйон) производит металлические ёмкости, миксеры, системы стерилизации и другое оборудование для пищевой, биотехнологической и косметической промышленности. Компания Grégoire (Шатобернар), входящая в состав итальянской SDF Group, производит машины для сбора винограда и оливок. Компания SEMAT (Ла-Рошель), входящая в состав Groupe Zoeller, производит коммунальные машины для сбора мусора, подметания и полива улиц, а также подъёмники для контейнеров.

## Деревообрабатывающая и бумажная промышленность

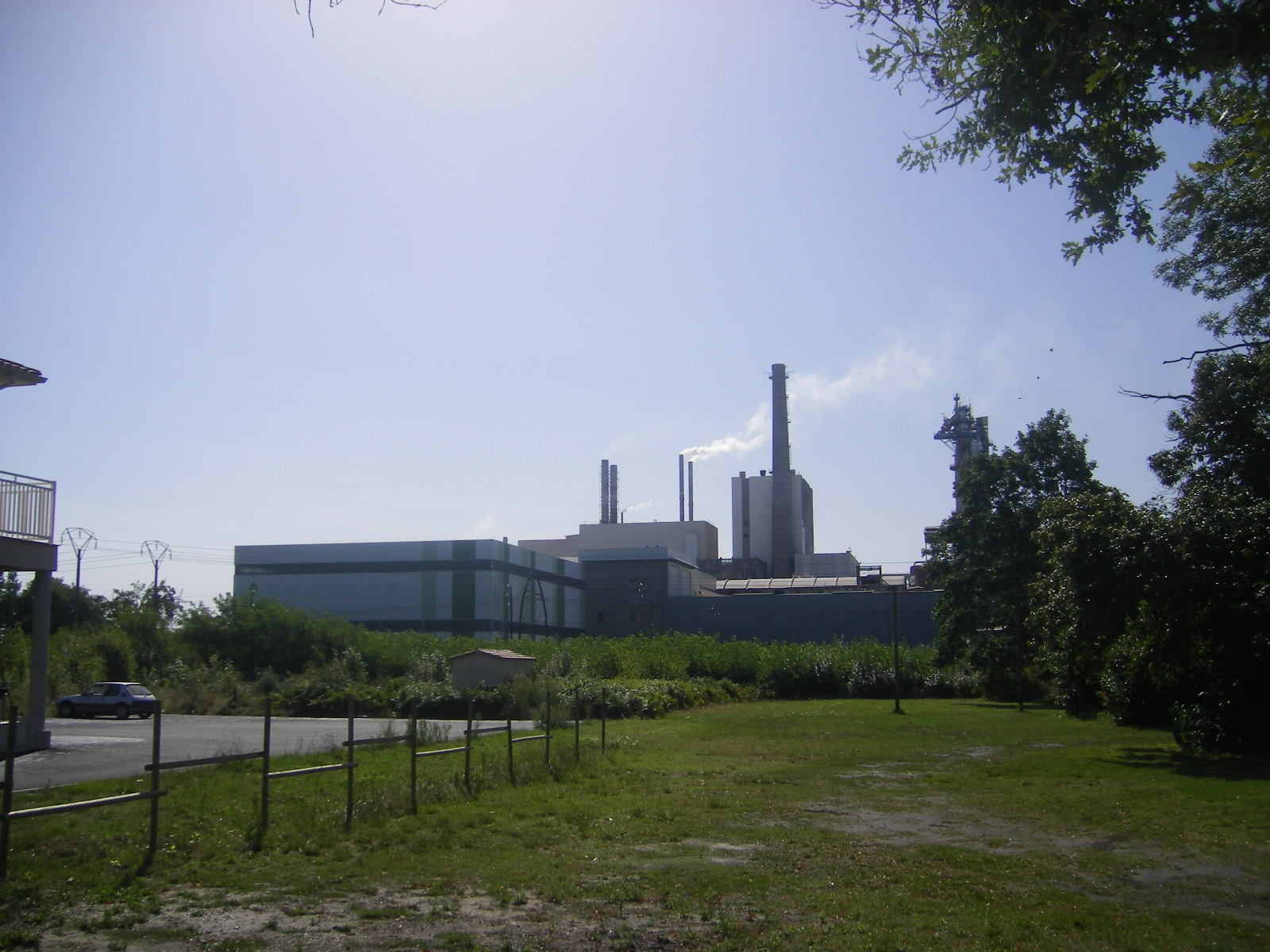
Фабрика Smurfit Kappa в Биганосе

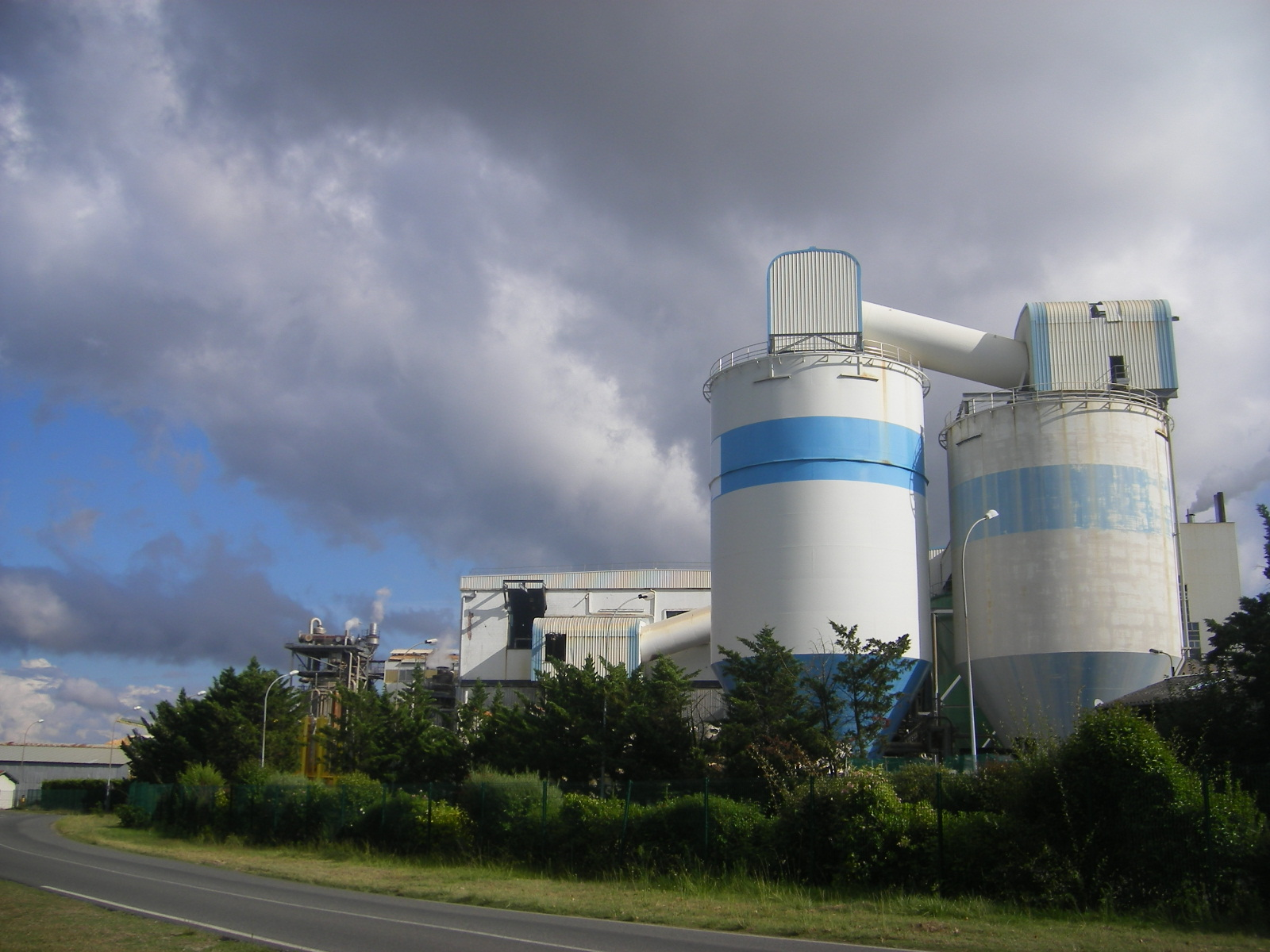
Фабрика Gascogne Papier в Мимизане

Компания Egger Panneaux et Décors (штаб-квартира в Рйон-де-Ланде), входящая в состав австрийской группы Egger, производит древесно-стружечные плиты и шпон. Компания Smurfit Kappa Cellulose du Pin (штаб-квартира в Биганосе) производит картонную и бумажную упаковку. Компания Saica Pack France (штаб-квартира в Пессаке), входящая в состав испанской Grupo Saica, производит картонную и бумажную упаковку. Компания Les Derives Resiniques et Terpeniques (Дакс) перерабатывает древесную смолу в канифоль и скипидар, которые затем используются в химической, фармацевтической, парфюмерно-косметической и пищевой отраслях.

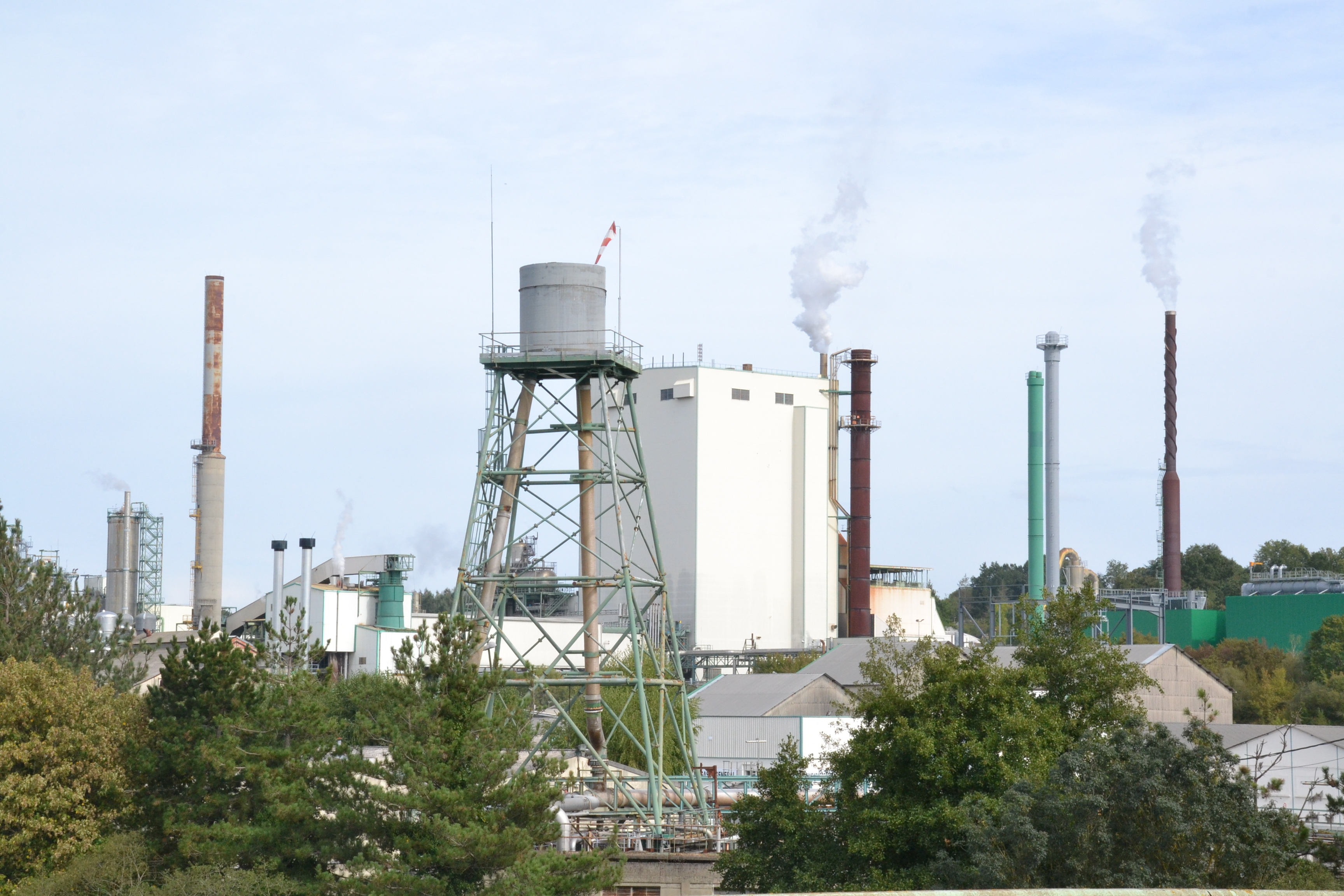
Фабрика Sylvamo в Сая-сюр-Вьенн

Компания Smurfit Kappa Papier Recycle France (Биганос) перерабатывает макулатуру и производит бумажное сырьё. Компания Gascogne Papier (Мимизан) производит крафт-бумагу и картон. Компания Cie Europeenne des Emballages Robert Schisler (Туар) производит бумажную упаковку, в том числе одноразовые стаканчики и посуду. Компания Allard Emballages (Брив-ла-Гайард) изготавливает продукцию из переработанной бумаги и картона. Компания Sylvamo владеет целлюлозно-бумажной фабрикой в Сая-сюр-Вьенн.
Компания Ahlstrom Rottersac на заводе в Лаленде производит бумажную и картонную упаковку. Компания Gascogne Flexible (Дакс), входящая в состав Groupe Gascogne, производит многослойную ламинированную упаковку, прорезиненную бумагу и материалы для полиграфии.

## Судостроительная промышленность

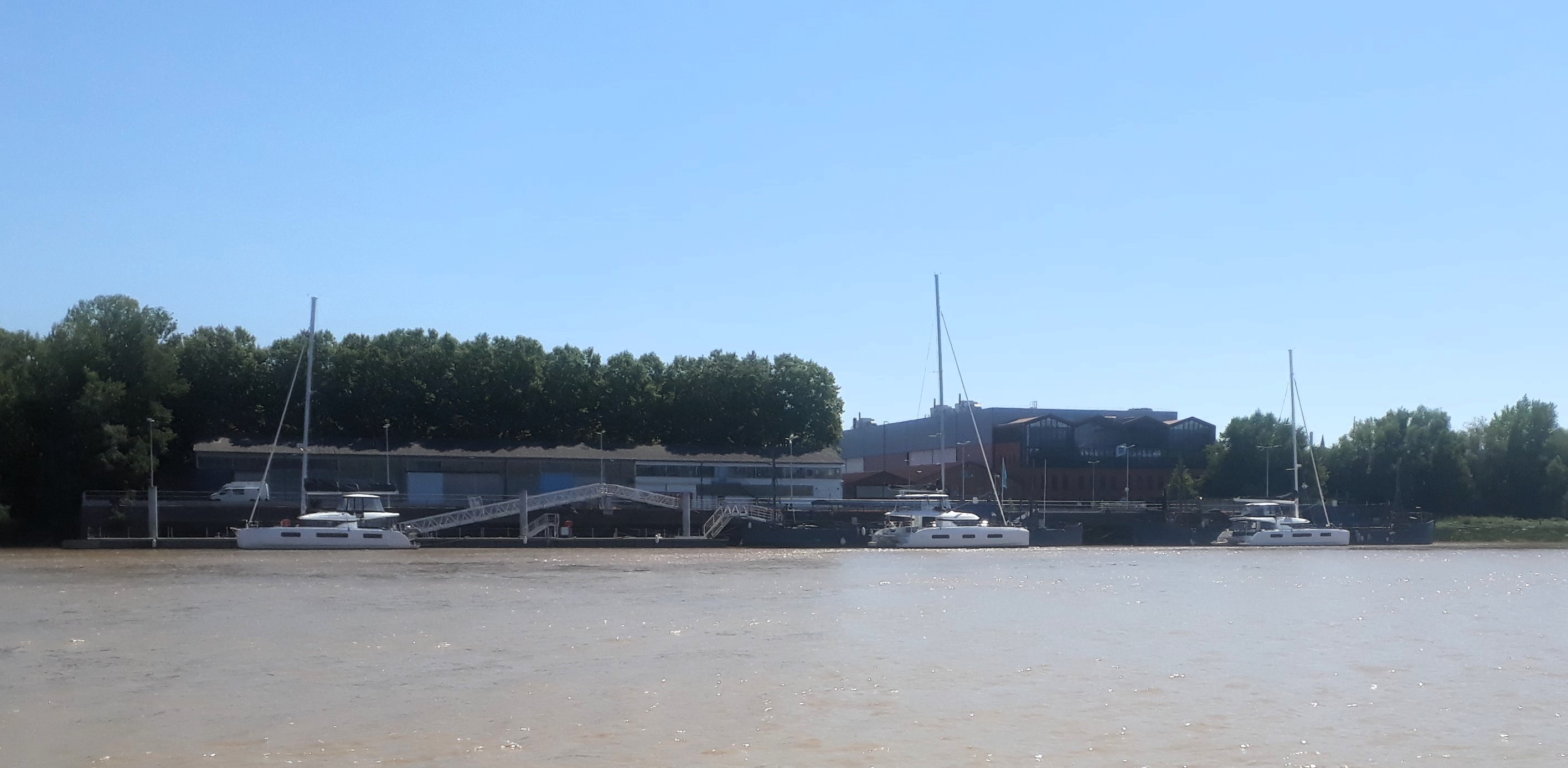
Верфь Construction Navale de Bordeaux в Бордо

Компания Construction Navale de Bordeaux (Бордо), входящая в состав группы Bénéteau, производит катамараны, яхты и моторные лодки. Компания Fountaine Pajot (Эгрефёй-д’Они) производит круизные катамараны и моторные яхты. Компания Dufour Yachts (Периньи), входящая в состав группы Fountaine Pajot, производит парусные яхты и прогулочные катера. Компания Naval Group на заводе в Рюэль-сюр-Тувре производит системы для военных кораблей и подводных лодок, в том числе ракетные установки, симуляторы и тренажёры. Компания Veolia Environnement на заводе в Бассане разрезает и утилизирует старые торговые и военные суда.

## Металлургия и металлообработка

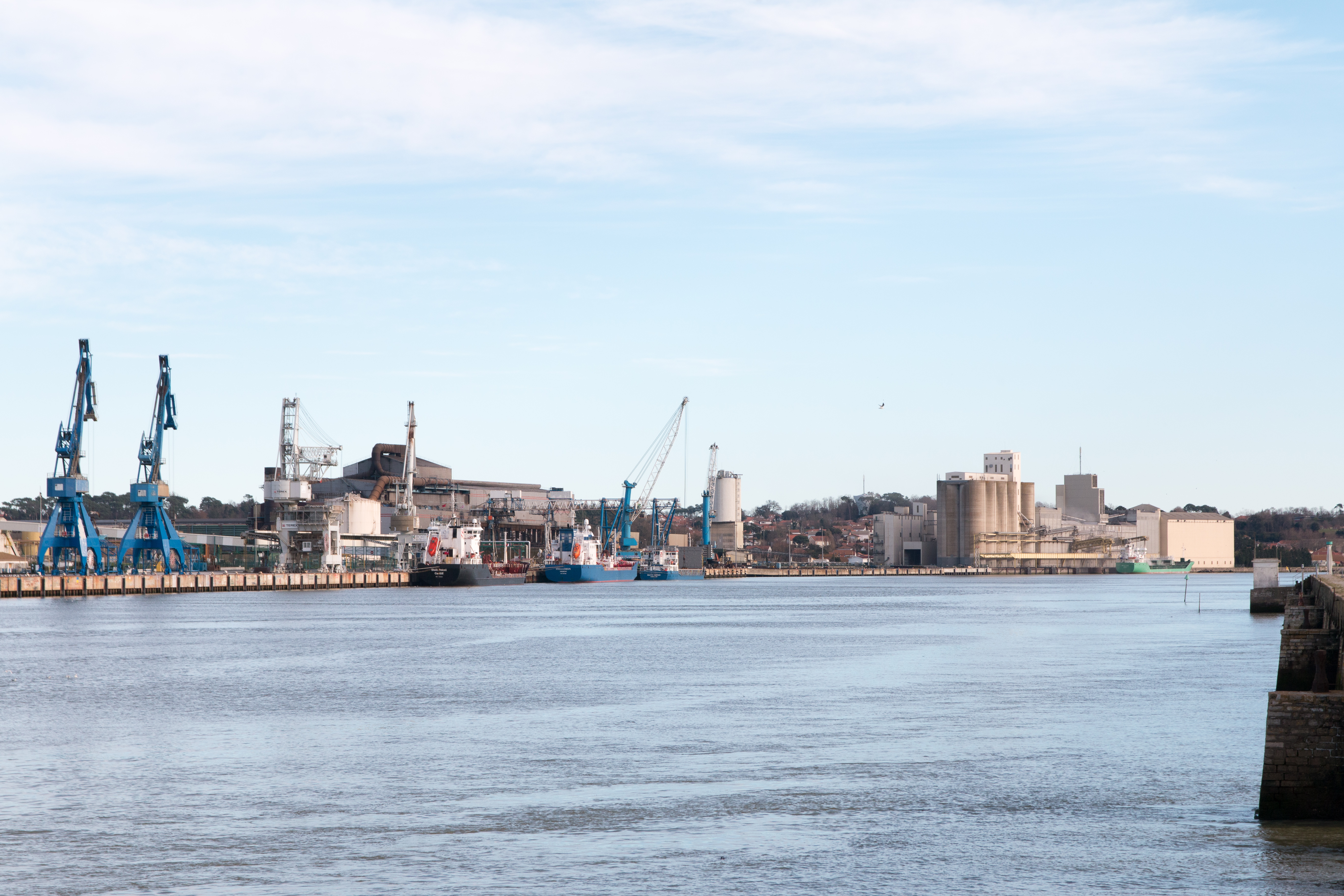
Металлургический завод в порту Буко

Компания Celsa France на заводе в Буко производит стальные заготовки, арматурные стержни, рулоны и проволоку. Компания Établissements CANCÉ (штаб-квартира в Не) является крупным производителем стальных и алюминиевых металлоконструкций для строительства. 
Компания Laminoirs des Landes (совместное предприятие испанской группы Hierros Añón и швейцарской группы Sipro Stahl Holding) на заводе в Тарносе производит листовой металл. Компания Comptoir du Batiment et de L’Industrie (Брессюир) производит стальные фасады и крыши.

## Химическая промышленность

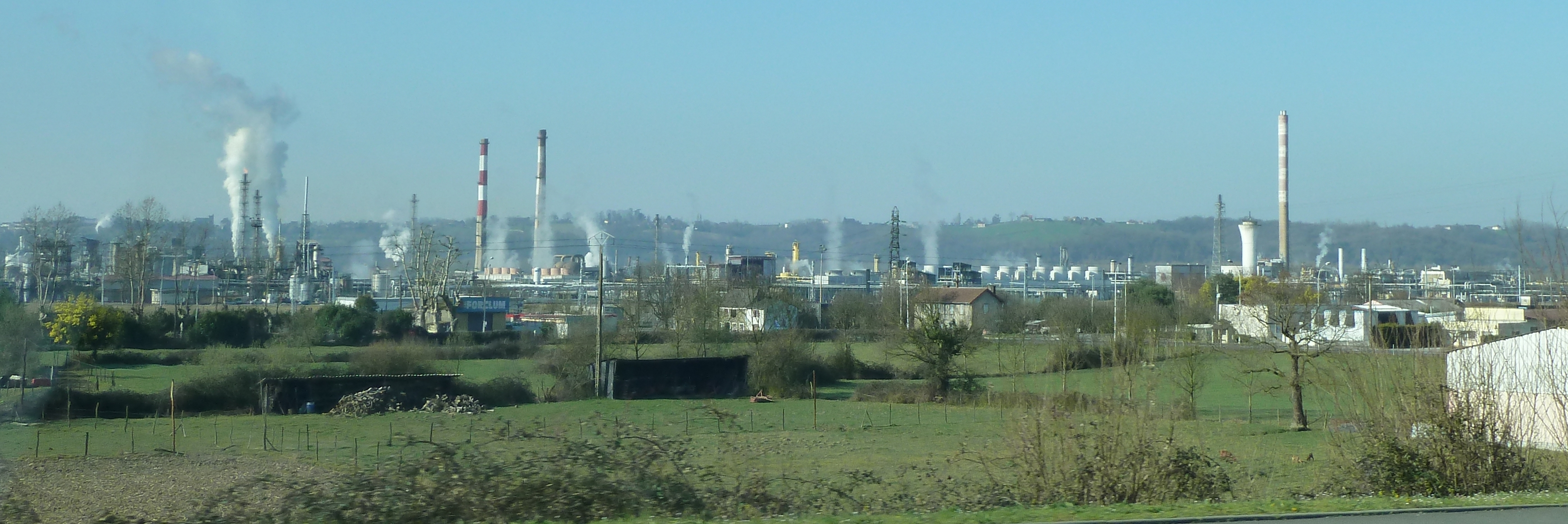
Химический парк в Лаке

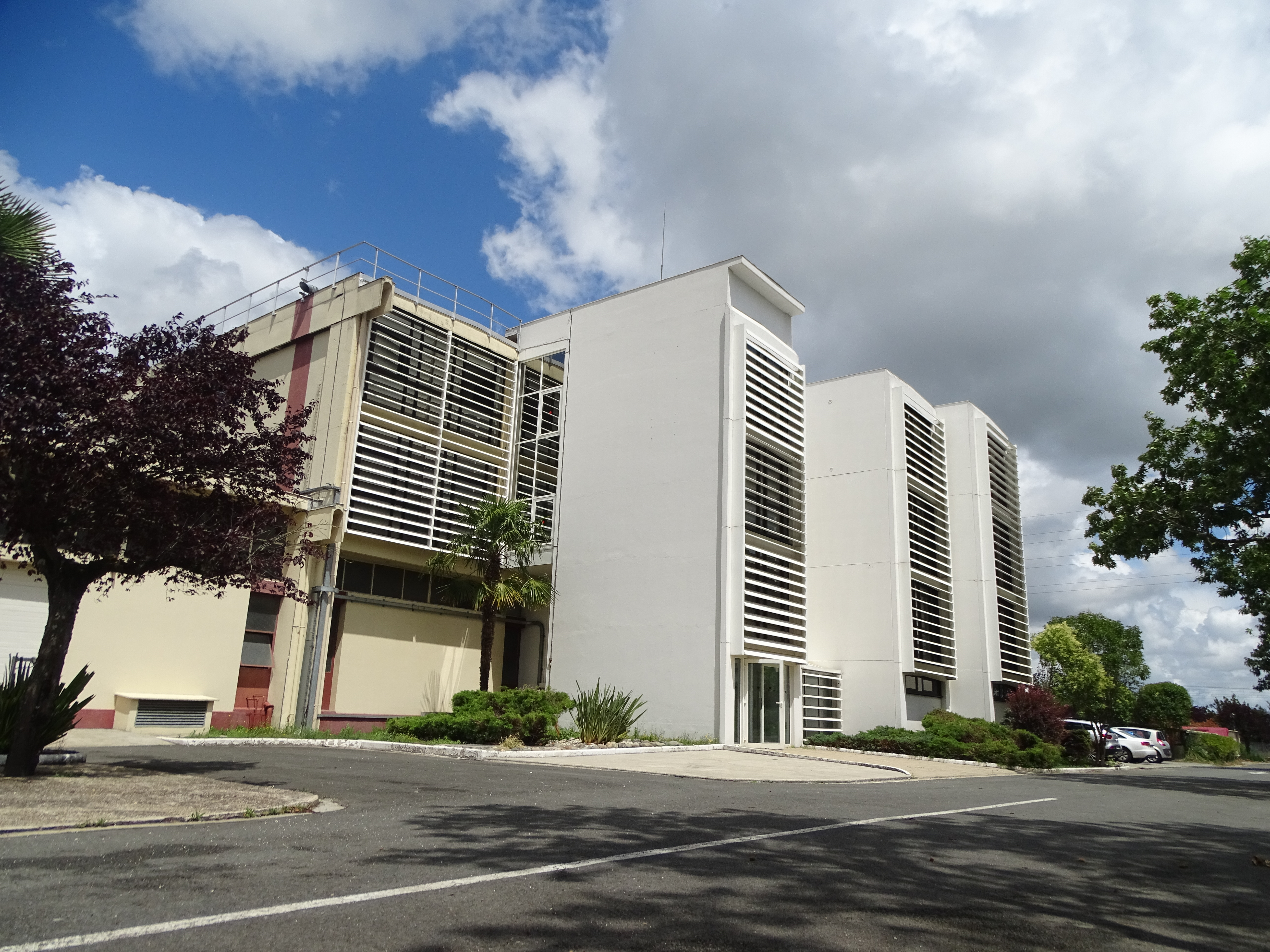
Штаб-квартира Groupe Berkem в Бланкфоре

Компания Bioenergie du Sud-Ouest (Монт), входящая в состав группы Euralis, производит биоэтанол. Компания Simorep et Cie (Бассан), входящая в состав группы Michelin, производит синтетический каучук. Завод компании Arkema производит в Монте сырьё для изготовления пластмасс.
В химической кластере городов Лак — Муранс — Парди присутствуют предприятия компаний TotalEnergies, Air Liquide и Messer (производство технических газов), Toray Carbon Fibers Europe (производство углеродных волокон), Arkema (производство серных продуктов и стабилизаторов), M2i Life Sciences (производство средств защиты для растений и животных) и Yara (производство химических удобрений).
Компания Societe des Colorants du Sud-Ouest / Unikalo (Мериньяк) производит лакокрасочную продукцию. Компания Rayonier AM Tartas (Тартас) производит целлюлозу, смолы, биоэтанол и другую химическую продукцию. Компания Groupe Berkem (штаб-квартира в Бланкфоре, заводы в Гардоне, Ла-Тест-де-Бюше и Тоннене) производит алкидные смолы, растительные масла и антисептики.
Компания Extruplast, входящая в состав Groupe Dubreuil, на заводе в Ла-Рошель производит пластиковую упаковку. Компания Foresa France (Амбарез-э-Лаграв) производит синтетические смолы, водостойкие эмульсии, клей, химические добавки и пластиковые материалы.

## Автомобильная промышленность
Компания Autoliv-Isodelta на заводе в Шир-ан-Монтрёй производит автомобильные подушки безопасности и ремни безопасности. Компания Heuliez Bus (штаб-квартира в Молеоне), входящая в состав итальянской группы Iveco, производит электробусы.
Компания Magna Powertrain, входящая в состав канадской группы Magna International, производит на заводе в Бордо коробки передач. Компания MMT-Bordeaux (Бланкфор) производит автокомплектующие, в том числе трансмиссии. Компания Goupil Industrie (Бурран), входящая в состав американской группы Polaris Industries, производит электромобили для коммунальных и логистических услуг.
Компания Texelis (Лимож) производит транспортное оборудование, включая оси, редукторы и системы трансмиссии для грузовиков и бронетехники. Компания Arquus на заводе в Лиможе производит бронетранспортёры, разведывательные машины и другие бронированные автомобили.
Компания Marelli производит на заводе в Шательро приборы, датчики и другую автомобильную электронику. Компания Valeo производит в Шательро системы очистки стёкол. Завод Automotive Cells Company в Брюже производит комплектующие к автомобильным аккумуляторам.

## Производство стройматериалов

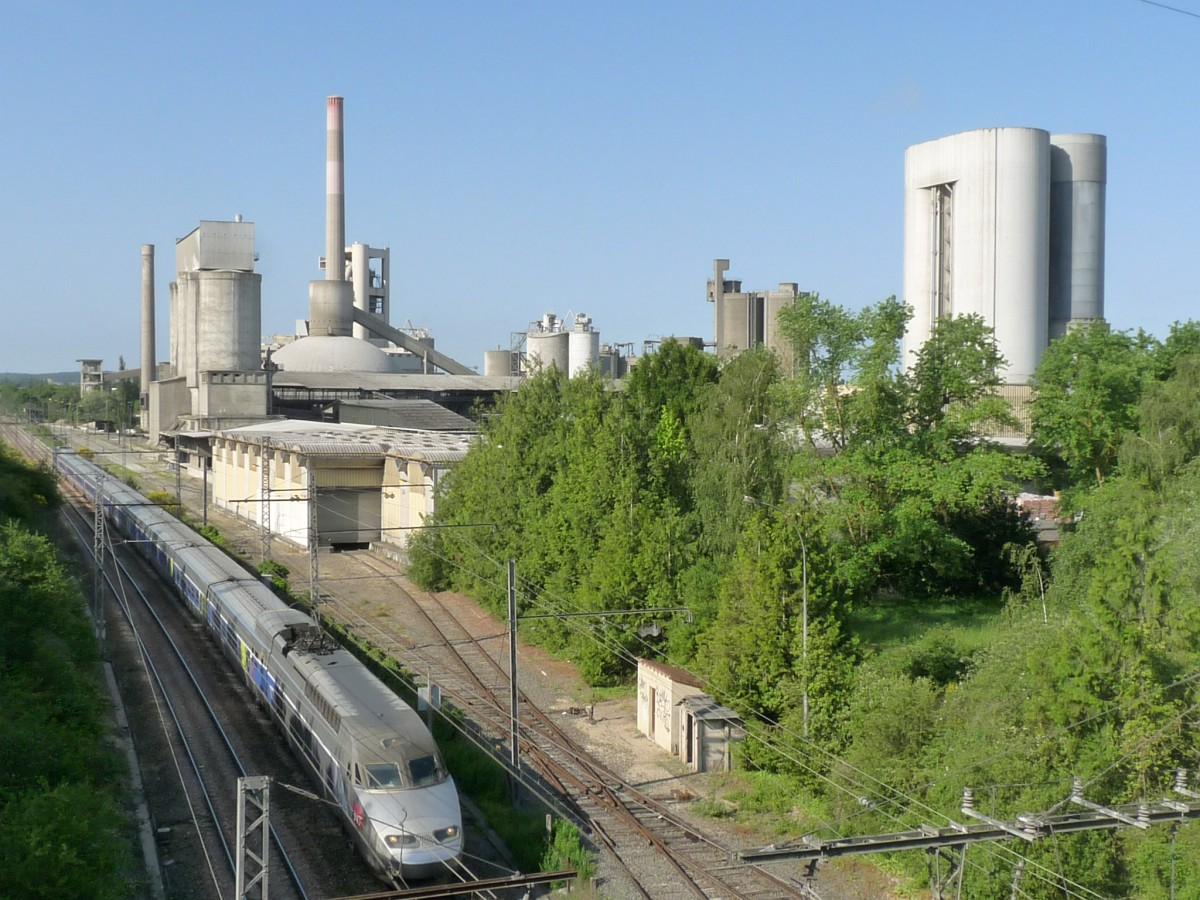
Цементный завод Holcim Group в Ла-Куроне

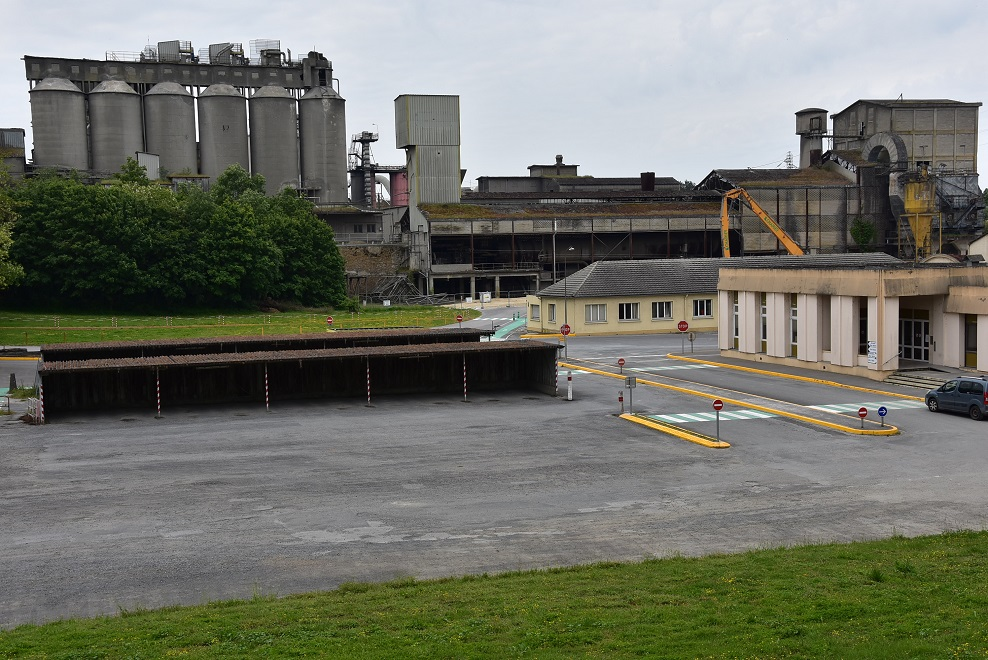
Цементный завод Heidelberg Materials в Эрво

Компания Saint-Gobain Eurocoustic (Женуйак) производит тепло- и звукоизоляцию, в том числе потолочные и стеновые панели и другие стройматериалы. Компания Polyrey (Баней) производит ламинированные напольные и стеновые покрытия, а также панели из меламина.
Компания Libaud (Ла-Рошель) производит бетон и железобетонные конструкции. Компания Poujoulat (Сен-Симфорьен) производит металлические дымоходные трубы. Компании Holcim Group на заводе в Ла-Куроне и Heidelberg Materials на заводе в Эрво производят цемент.

## Стекольная и керамическая промышленность

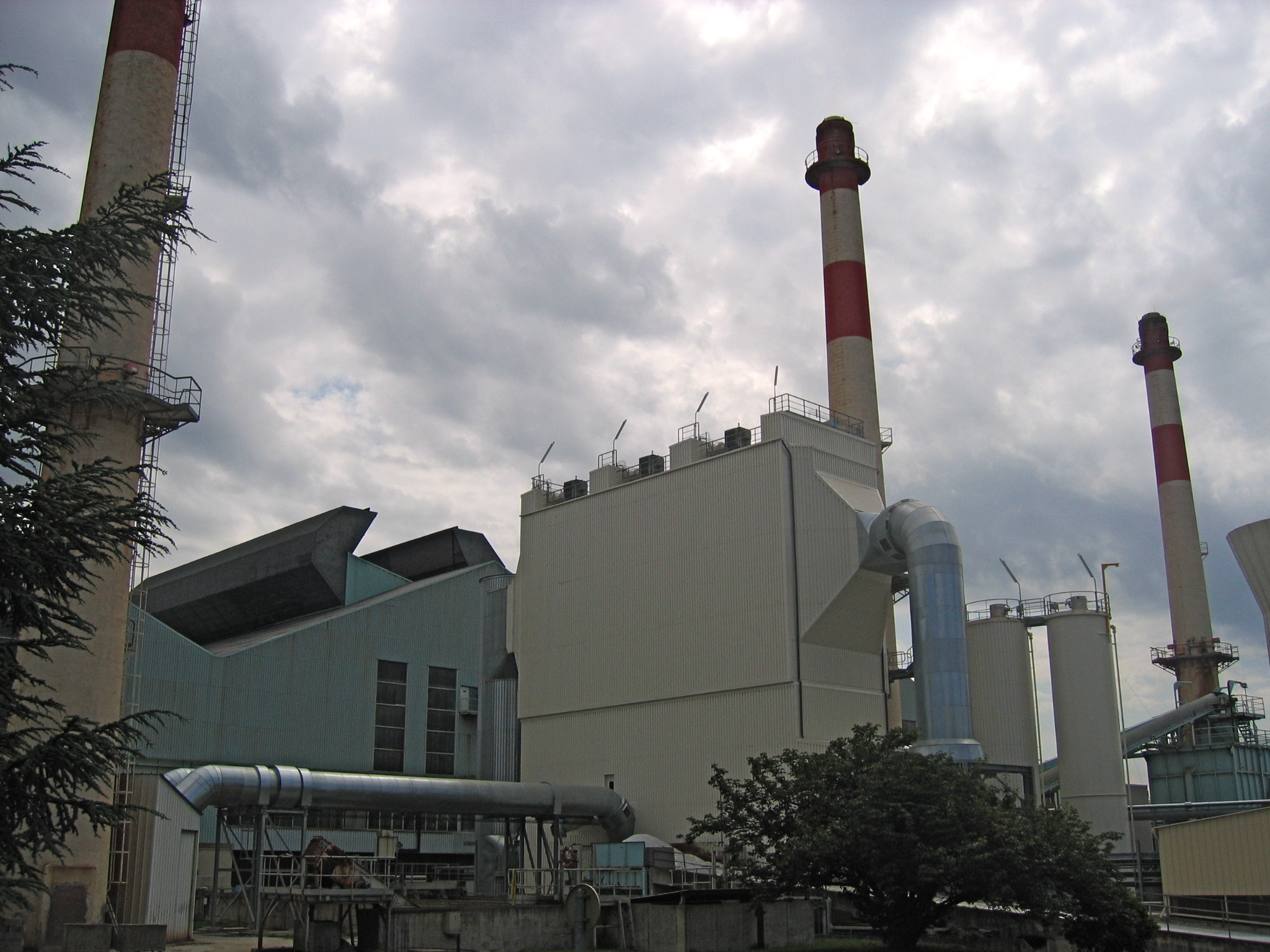
Стекольный завод Verallia в Шатобернаре

С XVIII века Лимож являлся центром фарфоровой промышленности, а сегодня он является ведущим центром исследований и производства новых керамических материалов для аэрокосмической, электронной и автомобильной отраслей (в том числе благодаря расположению здесь Европейского полюса керамики). Наличие развитого производства напитков и постоянный спрос на строительные материалы привели к тому, что в регионе имеются значительные мощности по производству как стеклянной тары, так и листового стекла. Компания Saint-Gobain Glass производит в Сен-Пьер-дез-Ешобронь стеклопакеты, а компания Verallia в Шатобернаре — винные бутылки.

## Парфюмерно-косметическая промышленность
Groupe Lea Nature (Периньи) и её дочерние компании Ekibio Peaugres и Laboratoires Lea производят косметические средства, средства личной гигиены и ароматерапии. Компания Adopt Parfums (Сестас) производит парфюмерию, косметику, гели для душа и ароматические средства.

## Текстильная и швейная промышленность
Во второй половине XX века в результате деиндустриализации в Новой Аквитании закрылось много текстильных, красильных, швейных и обувных фабрик, однако, благодаря наличию сырья, сохранилось кожевенное производство класса люкс. Компания Ateliers Reunis du Centre-Ouest / Arco Châtellerault (Шательро) производит кожаные изделия. В Нонтроне расположена фабрика кожаных изделий группы Hermès.

## Энергетика
Основу энергетики региона составляют атомные станции и гидроэлектростанции, остальную электроэнергию вырабатывают ветряные и солнечные электростанции, станции на биогазе, биомассе и твёрдых отходах. Среди крупнейших электростанций Новой Аквитании: 
- АЭС Блайе (мощность 3,64 тыс. МВт)
- АЭС Сиво (мощность 2,99 тыс. МВт)
- ГЭС Эгль[фр.] (мощность 0,36 тыс. МВт)
- СЭС Сестас[фр.] (мощность 0,3 тыс. МВт)
- ГЭС Шастан[фр.] (мощность 0,29 тыс. МВт)
- ГЭС Мареж (мощность 0,26 тыс. МВт)
- ГЭС Бор-лез-Орг[фр.] (мощность 0,23 тыс. МВт)

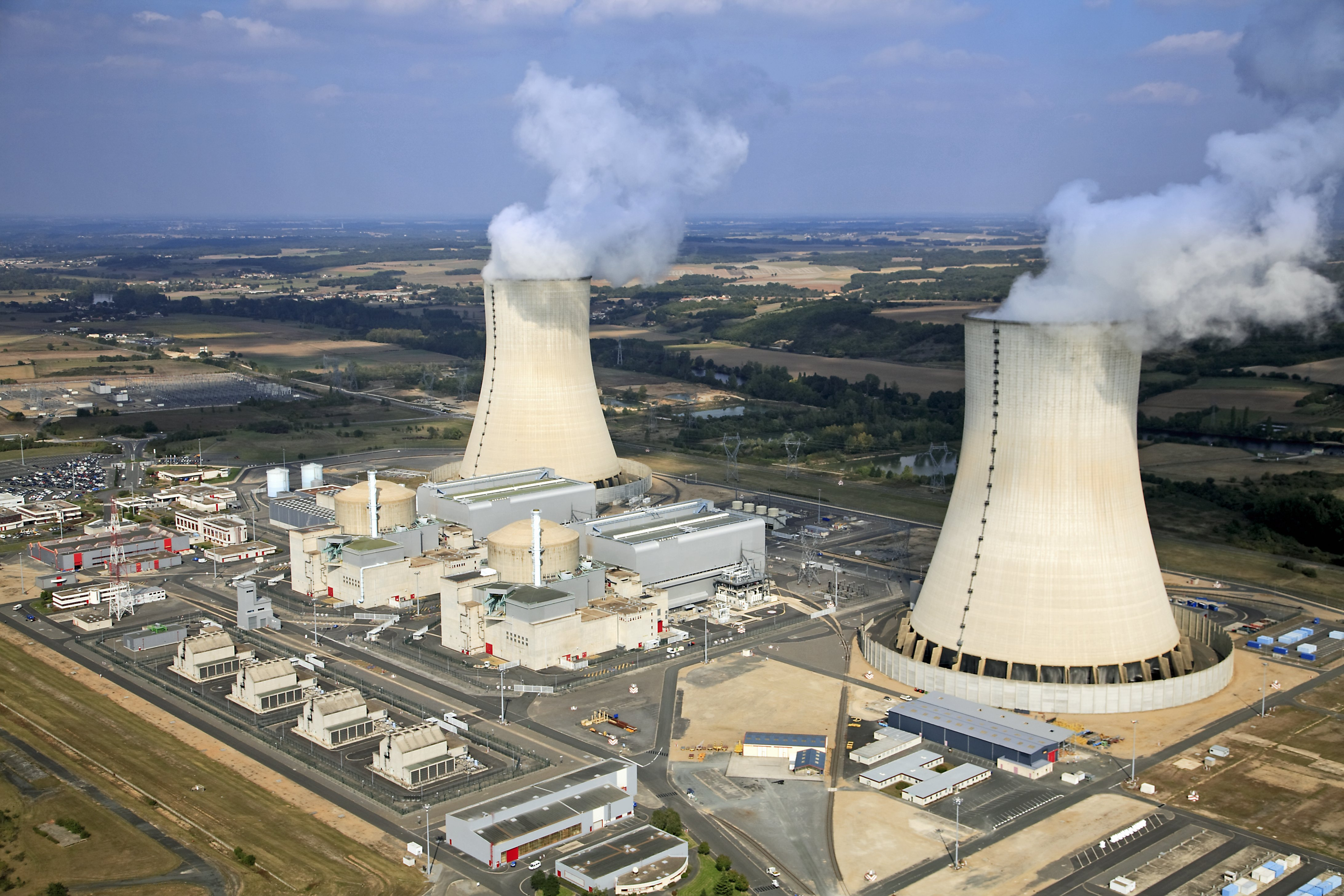
АЭС Сиво
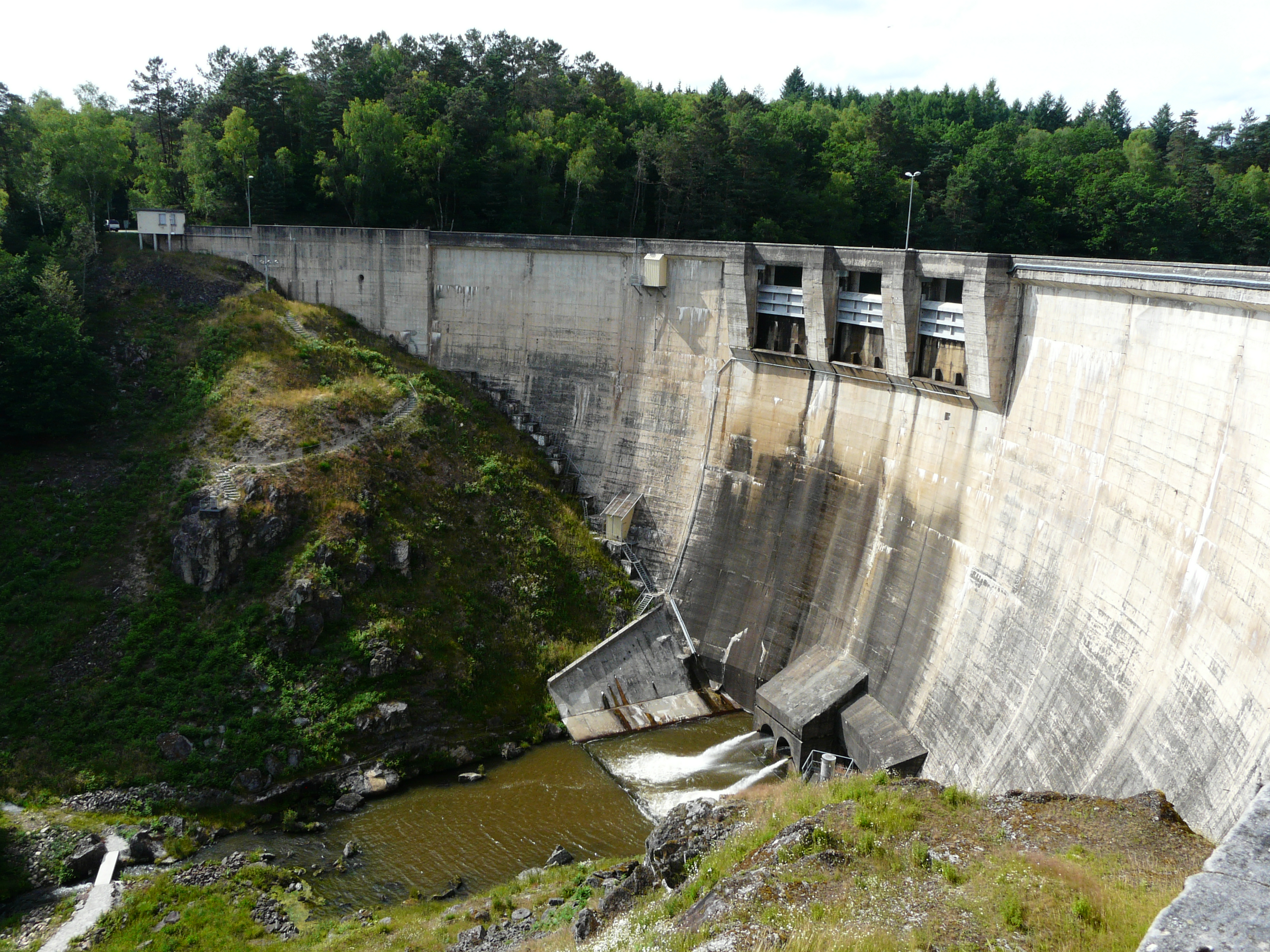
ГЭС Валетт
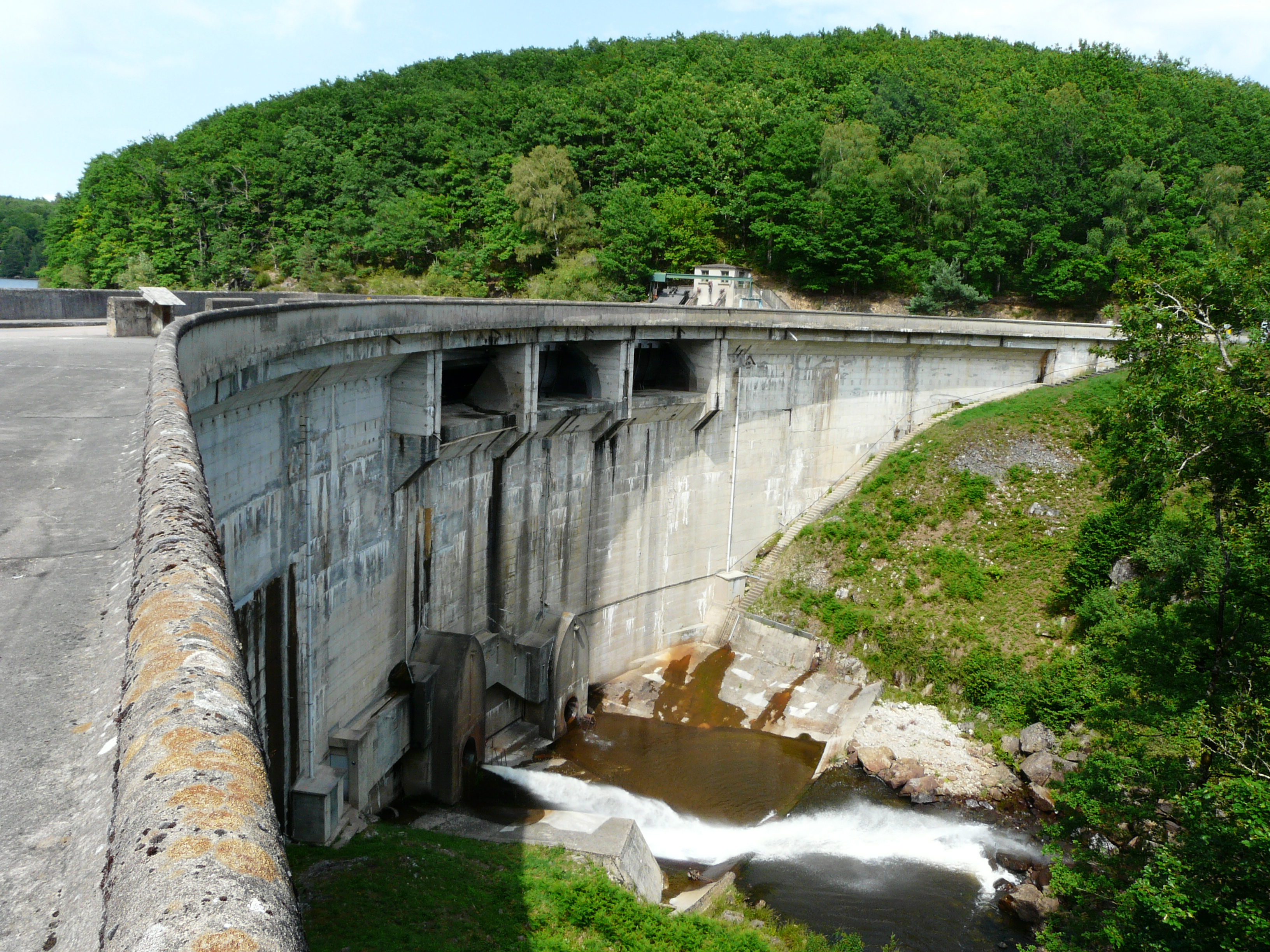
ГЭС Новик
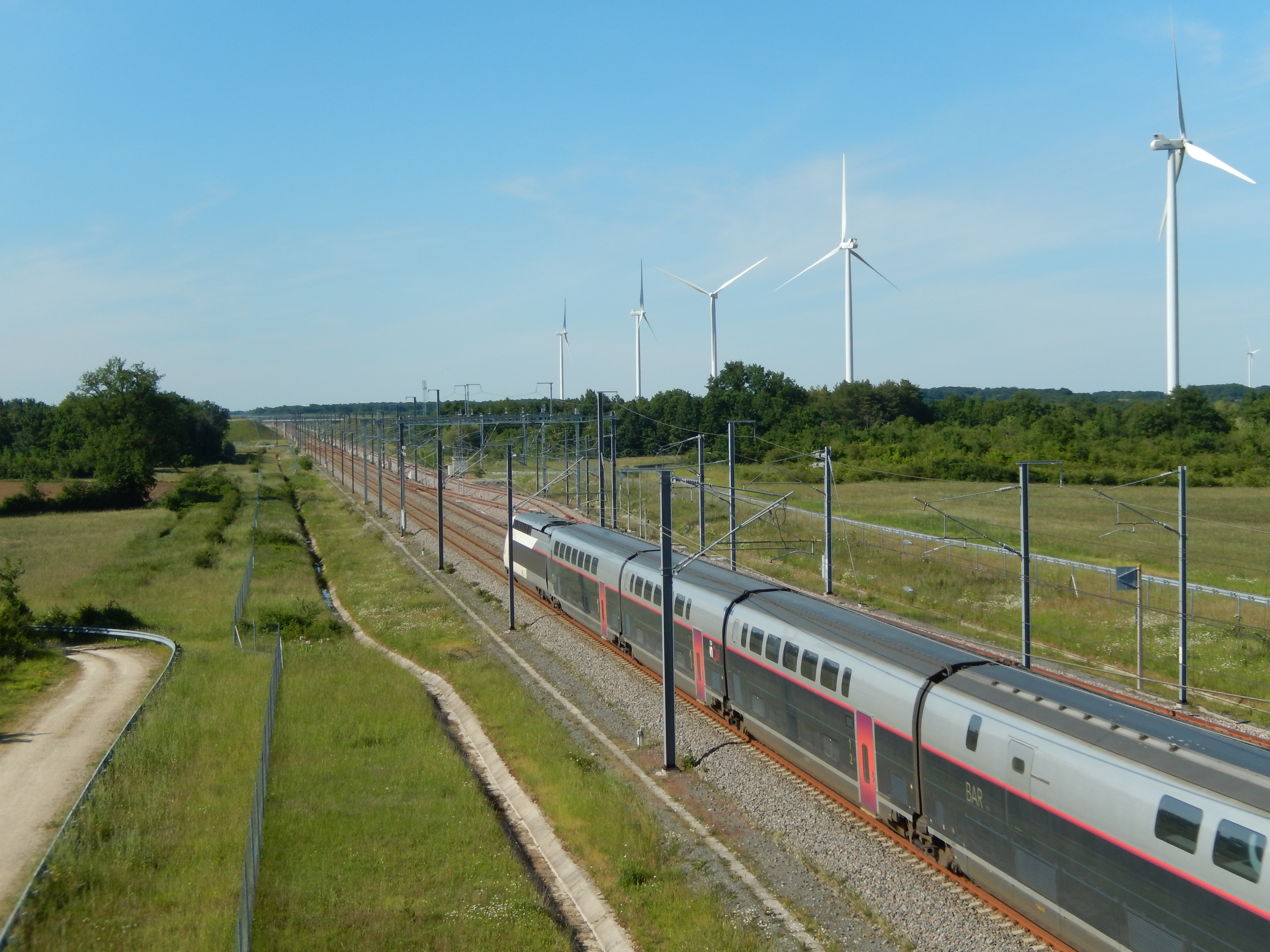
ВЭС в Дё-Севре

ГЭС Эгль
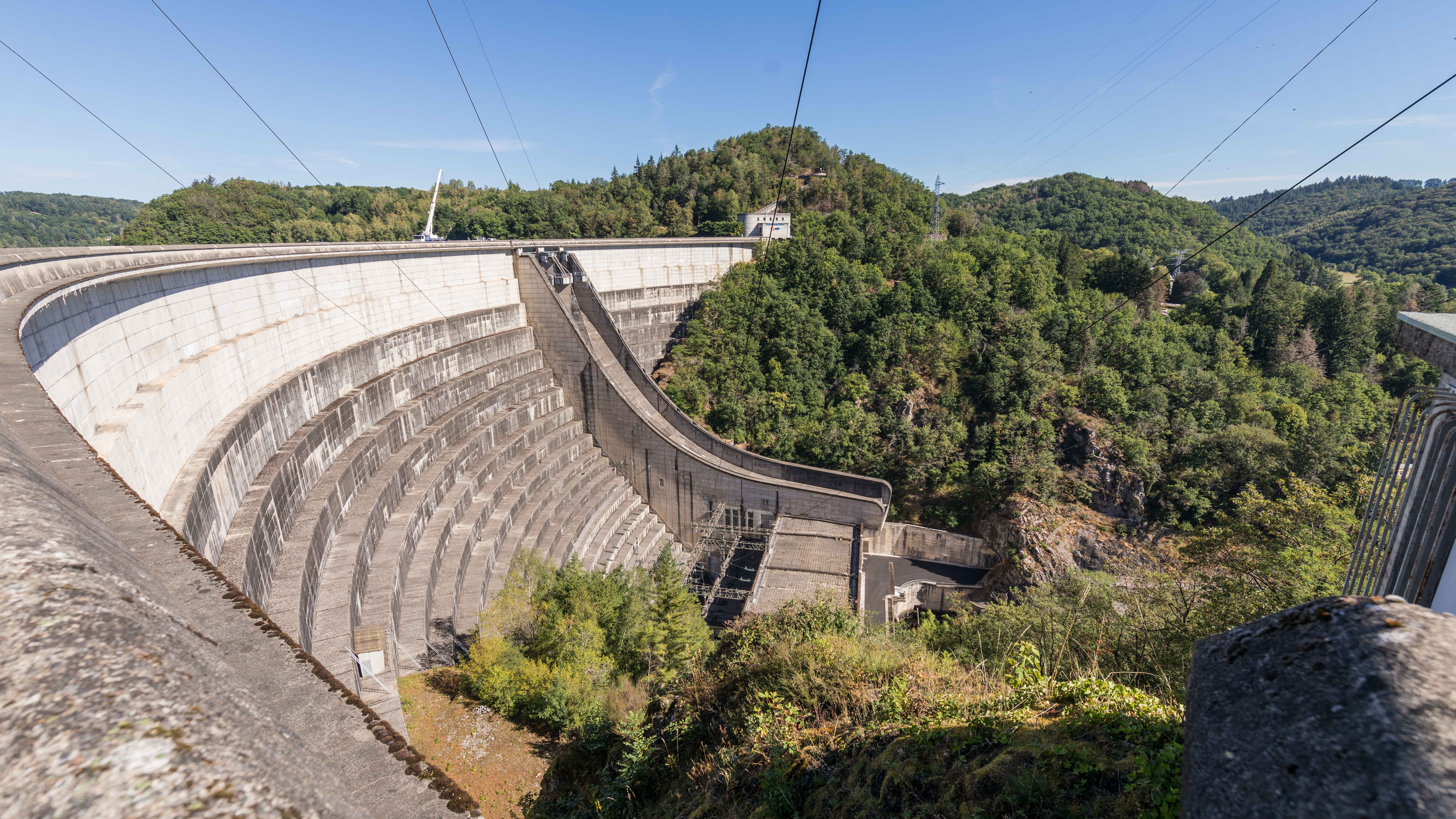
ГЭС Бор-лез-Орг
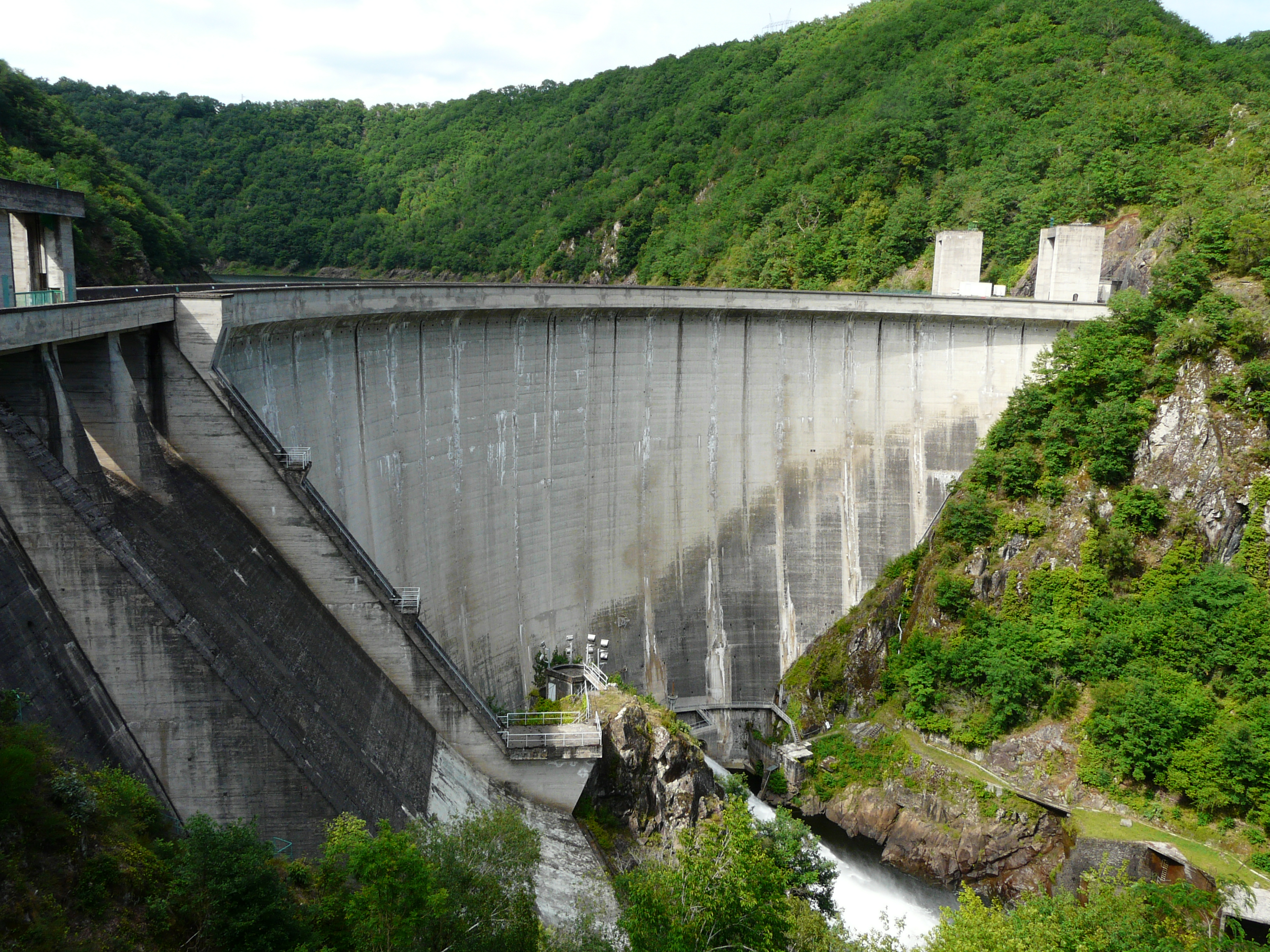
ГЭС Мареж
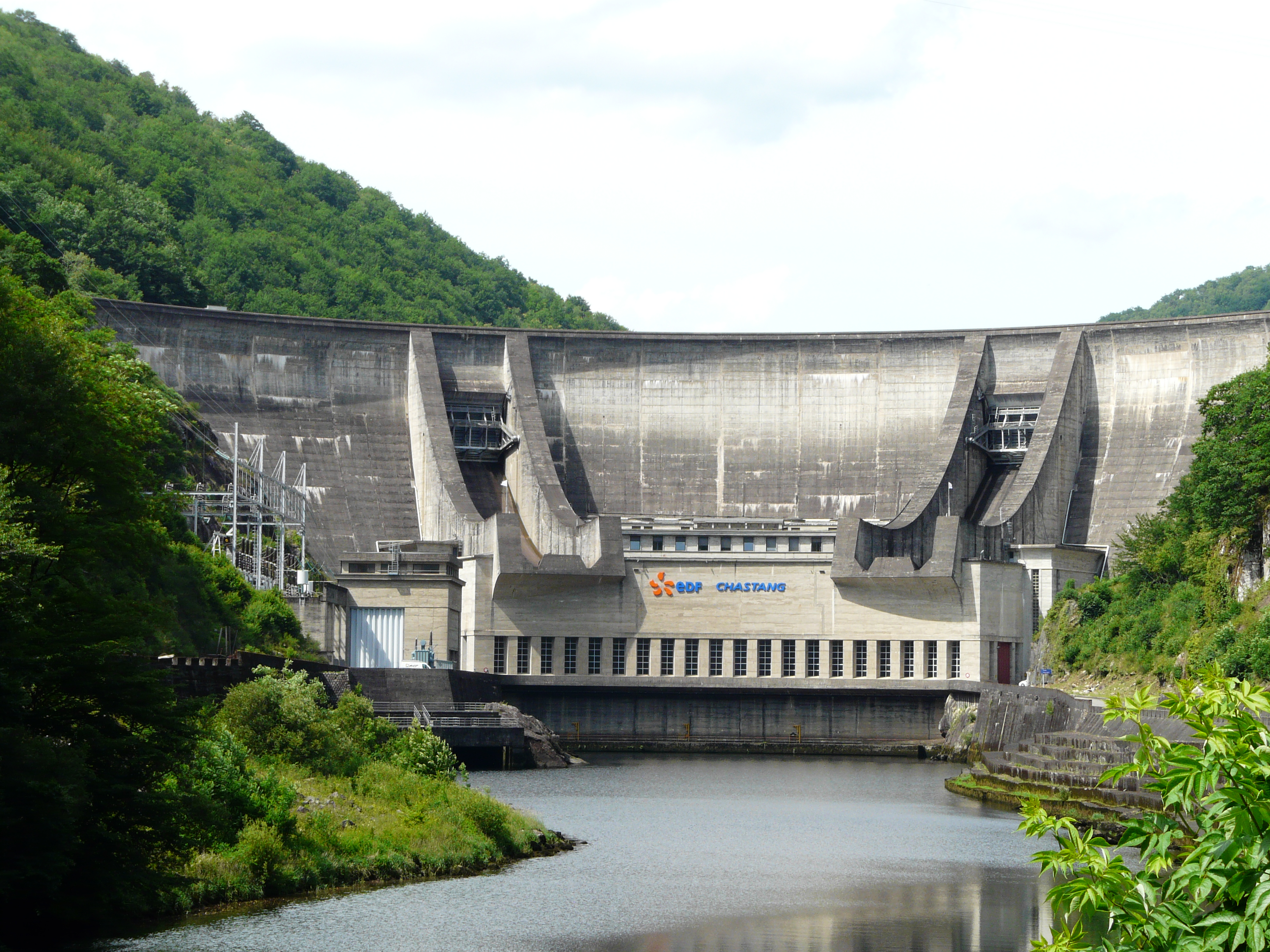
ГЭС Шастан

## Другие отрасли
Компания Philaposte, входящая в состав группы La Poste, печатает почтовые марки на фабрике в Булазак-Иль-Мануаре. Компания Sokoa (Андай) является ведущим во Франции производителем офисных и барных стульев. Компания Aigle на фабрике в Энгранде производит обувь, в том числе садовые сапоги.